# Carl Schmitt
Carl Schmitt (de fapt Karl Schmitt, cunoscut uneori și sub numele Carl Schmitt-Dorotic) (n. 11 iulie 1888, Plettenberg, Westfalia, Germania - d. 7 aprilie 1985, Plettenberg, Renania de Nord-Westfalia, Germania) a fost un jurist și expert în filozofie politică german, unul dintre cei mai influenți dar și controversați oameni de știință și gânditori ai secolului al XX-lea din domeniul Teoriei Statului și Dreptului, Dreptului Constituțional, Filosofiei Dreptului și Filosofiei Politice.

## Tinerețea

Clasa de liceu a lui Carl Schmitt în 1904

Fiu al administratorului unei mici societăți de asigurări medicale, dintr-o familie catolică din regiunea Sauerland, Westfalia, Carl Schmitt și-a făcut studiile gimnaziale la Attendorn unde era înscris la internatul catolic. După trecerea examenului de absolvire Abitur (echivalentul bacalaureatului), Carl Schmitt intenționa să studieze filologia dar, la îndemnul unchiului său, și-a schimbat hotărârea și s-a îndreptat spre studiul științelor juridice. Începând din 1907 el a urmat cursurile universităților din Berlin, München și Strasbourg. În 1910 și-a trecut examenul de doctorat  sub îndrumarea profesorului Fritz van Calker susținând teza „Despre vinovății și forme de vinovăție" (germană „Über Schuld und Schuldarten"). În 1915 și-a trecut examenul de asesor, iar un an mai târziu își obține docența cu lucrarea „Valoarea statului și importanța individului" (germană „Der Wert des Staates und die Bedeutung des Einzelnen"), examen care îl confirma ca specialist în drept de stat, drept administrativ, drept internațional și teoria statului, dându-i posibilitatea să ocupe funcții oficiale sau catedre universitare în aceste domenii.
În timpul războiului s-a înrolat, ca voluntar, într-un regiment de infanterie bavarez. În același an s-a căsătorit cu Pawla Dorotic, o presupusă contesă din Serbia, pe care o întâlnise la Görlitz, unde aceasta era angajată ca dansatoare. Ulterior s-a dovedit că Pawla nu era o contesă ci o impostoare.. 
Căsătoria a fost anulată în 1924 de un tribunal din Bonn. După un an Carl Schmitt s-a reînsurat cu Duska Todorovic, o altă sârboaică, cu care a avut o fiică, Anima. Deoarece prima sa căsătorie nu fusese anulată și de către biserica catolică, Schmitt a fost excomunicat până la moartea primei sale soții, în 1950.
După primul război el a lucrat pentru două firme de avocatură, una dintre ele fiind condusă de Paul Hugo am Zehnhoff, care a devenit ulterior ministru de justiție al Germaniei în perioada 1919 – 1927.
Atras încă din anii de liceu de literatură, Carl Schmitt s-a decis să-și încerce întâi talentele de scriitor. A colaborat la diferite reviste ca Der Spiegel, Die Buribunken, Schattenrisse și altele, proiectând chiar un ciclu de poezii, și a elaborat un studiu despre Theodor Däubler, un cunoscut poet contemporan. S-a împrietenit cu Hugo Ball (un scriitor care ulterior s-a raliat mișcării dadaiste din Zürich) și cu Franz Blei. A devenit un admirator al poetului Konrad Weiß, un exponent al catolicismului politic. Cu câțiva ani mai târziu s-a împrietenit cu scriitorul Ernst Jünger și cu pictorul Richard Seewald.

## Activitatea juridică timpurie
În același timp, Carl Schmitt s-a îndreptat către o carieră didactică. După ce a publicat două noi lucrări: „Romantismul Politic" (germană : „Politische Romantik") în 1919 și „Dictatura - De la începuturile conceptului modern de suveranitate până la lupta de clasă proletară" (germană : „Die Diktatur - Von den Anfängen des modernen Souveränitätsgedankens bis zum proletarischen Klassenkampf"). În 1921, el a fost angajat ca profesor la Școala Superioară de Comerț din München. În perioada 1921 - 1933 a predat succesiv la Universitățile din Greifswald, Bonn, Berlin - (Școala Superioară de Comerț) și Köln, pentru ca în cele din urmă să ia o catedră la Universitatea Friedrich Wilhelm din Berlin, (transformată în 1948 în Universitatea Humboldt) unde a fost profesor din 1933 până în 1945.
În scurt timp, Carl Schmitt s-a afirmat nu numai în cercurile juridice, dar în cadrul general al intelectualității germane. Publicațiile sale, în general mici broșuri, nu aveau limbajul sec al juriștilor ci erau opere literare, în care abundau imagini poetice, și care cuprindeau numeroase ilustrații.. Multe din frazele de început ale lucrărilor sale au devenit aforisme, precum: Conceptul de stat impune existența conceptului de politică sau Suveran este cel care ia deciziile în situațiile de excepție. Lucrări sale au generat multiple reacții și au dus la o corespondență de interes deosebit cu alte personalități ale intelectualității germane, corespondență care s-a păstrat și a fost publicată postum.
În special în perioada când era profesor la Bonn, Schmitt a ținut legăturile cu organizațiile catolice și a fost un colaborator al revistei Hochland, publicate de Carl Muth, una din personalitățile reprezentative ale existențialismului catolic german. De asemenea a publicat două lucrări importante "Politische Theologie" ("Teologie politică") în 1922 și "Römischer Katholizismus und politische Form" ("Catolicismul roman și formă politică") în 1923, care au fost aprobate de autoritățile ecleziastice.

## PerioadaRepublicii de la Weimar

### Publicistică și activitate didactică
În 1924 a apărut prima lucrare explicit politică a lui Carl Schmitt "Die geistesgeschichtliche Lage des heutigen Parlamentarismus" ("Starea spirituală a parlamentarismului contemporan") urmată, în 1928, de "Verfassungslehre" ("Drept constituțional") în care analizează critic prevederile constituției Republicii de la Weimar.
Anul publicării celei de a doua lucrări a coincis cu transferul său la Școala Superioară de Comerț din Berlin. Deși această școală avea un statut inferior Universității din Bonn, unde predase până atunci, mutarea la Berlin îi dădea lui Schmitt posibilitatea de a avea contacte directe cu personalitățile politice care conduceau Germania. Aici s-a opus conceptelor dominante în acea vreme referitoare la inviolabilitatea constituției, arătând că era necesară corectarea deficiențelor constituției existente. Pe de altă parte, constatând situația politică tulbure din Germania și imposibilitatea parlamentului german de a guverna în mod coerent, el a militat pentru conceptul unui stat puternic și împotriva parlamentarismului și a pluralismului politic. Acest stat trebuia să se bazeze pe o economie liberă și să limiteze intervențiile statului la minimum, retrăgându-se din domeniile care nu trebuiau să constituie preocupări ale statului. Aceste principii au fost expuse într-o conferință intitulată "Starker Staat und gesunde Wirtschaft" ("Un stat puternic și o economie sănătoasă"). Multe din tezele lui Carl Schmitt au fost preluate după câțiva ani de susținătorii ordoliberalismului care a condus în cele din urmă la economia de piață. De altfel, Schmitt era în contact cu principalii precursori ai acestei doctrine economice, în special cu Alexander Rüstow.
El a continuat să publice lucrări din domeniul dreptului constituțional dintre care cele mai importate sunt: "Der Begriff des Politischen" ("Conceptul de politică") - 1928, "Der Hüter der Verfassung" ("Garantul constituției") - 1931 și "Legalität und Legitimität" ("Legalitate și legitimate") - 1933. Aceste lucrări au dat naștere unor aprige controverse. Ca exemplu se poate cita discuția generată de întrebarea dacă Președintele Republicii sau Curtea Constituțională erau garantul constituției.

### Carl Schmitt și social-democrația
Deși unii critici ai săi consideră că aceste poziții erau nedemocratice, problema raportului dintre președinți, guverne și parlamente face și în prezent obiectul unor vii discuții, fără ca adversarii unor republici parlamentare să fie considerați antidemocrați. De fapt, teoriile lui Schmitt se opuneau mai mult conceptelor social-democrate și liberale, majoritatea guvernelor Germaniei de după primul război fiind coaliții din care făceau parte social-democrații și liberalii.
Critica lui Carl Schmitt a instituțiilor “burgheze” a fost apreciată pozitiv de generația tânără a juriștilor socialiști, printre care Ernst Fraenkel, Otto Kirchheimer și Franz L. Neumann. Dintre reacțiile lor se poate aminti:
- Ernst Fraenkel s-a declarat cu totul de acord cu părerea lui Schmitt că procedura parlamentară a votului de neîncredere avea un efect destructiv [18].
- La 3 septembrie 1932, Franz L. Neuman i-a scris lui Carl Schmitt o scrisoare euforică, la 3 septembrie 1932, în care își afirma acordul cu privire la tezele emise în cartea "Legalität und Legitimität" care tocmai apăruse.[19].
- Otto Kirchheimer a elogiat și el acest volum, scriind: "Dacă, într-o altă epocă, cineva ar încerca să definească continuitatea spirituală din vremurile noastre, atunci cartea lui Carl Schmitt despre Legalitate și Legitimitate le va furniza un material care se evidențiază atât prin analiza bazelor teoriei statului cât și prin raționalitatea concluziilor trase." [20]
- În articolele sale Fraenkel, care făcea frecvente referiri la lucrările lui Schmitt, arăta că cerința de a se trece la o republică prezidențială, pe care el însuși nu îndrăznise să o susțină, rezulta ca o consecință logică a analizei situației existente. El scria:  "Dacă parlamentul este incapabil să-și ducă la bun sfârșit sarcinile care îi revin, este necesar ca un alt organ al statului să-i preia acele funcții care sunt necesare pentru ca aparatul de stat să poată rămâne funcțional în perioade de criză. Atâta vreme cât există o majoritate  formată din partide, care sunt în fond inamice ale statului și care sunt dezbinate în parlament, președintele, indiferent cine este, nu poate face altceva decât să evite deciziile destructive ale unui asemenea parlament. Carl Schmitt avea fără îndoială dreptate când afirma, încă cu doi ani în urmă, că constituția în vigoare dă unui parlament, care poate forma o majoritate și care este capabil să acționeze, toate drepturile și mijloacele pentru a acționa în calitate de factor determinant în transpunerea în practică a voinței statului. Dacă parlamentul nu este capabil să își îndeplinească rolul, atunci nici nu are dreptul să ceară ca toate celelalte organe de răspundere ale statului să devină la fel de ineficiente." [18]  Această afirmație arată că Fraenkel și-a însușit în întregime poziția prin care Carl Schmitt căuta să influențeze acțiunea ultimelor guverne din perioada de sfârșit a republicii de la Weimar.
- În lucrarea "Verfassungsreform und Sozialdemokratie" ("Reforma constituțională și social-democrația") Kirchheimer analiza diferitele propunerile de reformă a constituției de la Weimar în sensul sporirii puterii președintelui în dauna parlamentului. Deși, ca reprezentant al curentului social-democrat, Kirchheimer nu era împotriva unei asemenea reforme, el menționa atacurile puternice ale comuniștilor împotriva lui Carl Schmitt[21]. Aceste poziții ale social-democraților din perioada respectivă demonstrează că, chiar dacă orientarea politică a lui Carl Schmitt era mai spre dreapta, el nu era în niciun caz considerat un extremist, și soluțiile sale erau acceptabile atât pentru partidele de centru cât și pentru cele de stânga.

### Încercările lui Schmitt de a împiedica venirea la putere a național-socialiștilor
Criza economică din 1929 a agravat criza politică din Germania și lipsa de viabilitate Republicii de la Weimar devenea din ce în ce mai evidentă. Au apărut diferite curente care căutau o soluție pentru ieșirea din criză. Unele dintre acestea erau de extremă stângă (în special curentul comunist), altele de extremă dreaptă (dintre care cel mai însemnat, dar nu singurul, era cel național socialist). La centru, se aflau cei care mai sperau să poată salva sistemul de la Weimar și alții care încercau să găsească o altă soluție de ieșire din criză, care să împiedice venirea la putere a partidelor extremiste de stânga sau de dreapta. Începând din 1930 Schmitt se declară susținător al unei dictaturi prezidențiale. Conștient că lucrările pur teoretice, indiferent de răsunetul lor, nu puteau aduce ieșirea din criză, Carl Schmitt a început să fie angrenat în cercurile politice, în special cel al lui Johannes Popitz, devenit ulterior ministru de finanțe al Prusiei.. Popitz a fost unul din conducătorii complotului contelui Claus von Stauffenberg, (1907 - 1944), care a dus la tentativa de asasinare a lui Hitler din 20 iulie 1944, urmând să preia portofoliul finanțelor și cultelor; după eșuarea tentativei, Popitz a fost arestat și condamnat la moarte, sentința fiind executată la 2 februarie 1945.
Carl Schmitt avea contacte și la nivelul guvernului Reichului, fiind în relații strânse cu adjuncții generalului Kurt von Schleicher, pe care Schmitt îl considera ca  persoana capabilă să salveze Germania. Din acest motiv, Carl Schmitt a susținut prin publicații și conferințe publice echipa lui Schleicher.  Pentru guvernanți, prezentau interes lucrările sale referitoare la legătura dintre politică și dreptul constituțional ca  "Hüter der Verfassung" ("Garantul constituției") (1931) sau ediția lărgită a lucrării  "Der Begriff des Politischen" ("Conceptul de politică" (1932).
Cu toate că Schmitt critica pluralismul și democrația parlamentară, în perioada care a precedat numirea lui Adolf Hitler în funcția de cancelar, în 1933, el s-a opus în egală măsură  încercărilor de a ajunge la putere cu forța atât ale partidului comunist și cât și ale celui național-socialist 
În lucrarea sa publicată în iulie 1932  "Legalität und Legitimität" ("Legalitate și Legitimitate") Schmitt cerea luarea unei decizii pentru apărarea substanței  constituției împotriva inamicilor constituției. El și-a început disertația printr-o critică a pozitivismului neo-kantian în domeniul dreptului, susținut de Gerhard Anschütz, profesor de drept la universitatea din Heidelberg, și care era, în acea vreme, principalul comentator al constituției de la Weimar. Schmitt arăta că acest pozitivism urmărea doar o legalitate formală, care însă nu ținea seama de scopurile politice ale diferitelor grupări. Schmitt a introdus noțiunea de legitimitate, care căuta să pună accentul pe conceptele de esență pe care se baza constituția și nu pe partea formală. Schmitt arăta că existau partide care, deși formal respectau constituția, aveau scopul declarat de a o răsturna și considera că, chiar dacă nu erau formal precizate în textul constituției,  măsurile de apărare a constituției erau legitime. Inamicii politici ai ordinii existente trebuiau să fie identificați ca atare; în caz contrar, indiferența față de eforturile de zădărnicire a constituției ar duce la o sinucidere politică. În acest scop, Schmitt a introdus conceptul de "dezvoltare consecventă a constituției" ("folgerichtige Weiterentwicklung der Verfassung"). Lucrarea lui Schmitt s-a menținut la nivel de principiu, considerând că din punct de vedere al dreptului constituțional era justificată interpretarea spiritului constituției și adaptarea lui la noi condiții politice. Unii cercetători, cum sunt Heinrich Muth   și Dieter Grimm  , (judecător al curții constituționale a Germaniei din 1987 – 1999) consideră că prin aceasta Schmitt se gândea la principiul conservator-revoluționar susținut de Franz von Papen, așa cum a fost descris de Heinz Otto Ziegler.. În lucrarea sa însă Schmitt nu elaborează modul de aplicare al noului său concept, și nu există nici o dovadă că se gândea la "Noul Stat" al lui von Papen sau la altceva. De altfel, din punct de vedere politic, Schmitt nu era apropiat de von Papen.

### Procesul dintre Prusia și Guvern
În 1932 s-a declanșat o situație de criză politică în Prusia, unul din statele componente ale Germaniei. Alegerile din 24 aprilie 1932 pentru parlament duseseră la alegerea a 162 deputați ai partidului național socialist, 57 de deputați comuniști și 204 de deputați ai diferitor partide de centru-stânga, totalul fiind de 423 de deputați. Partidele de centru-stânga care guvernaseră în coaliție până atunci nu puteau obține majoritate de voturi fără a include în coaliție și partidul național-socialist, care însă cerea formarea unui guvern monocolor, deoarece acest partid obținuse cele mai multe mandate. Conform  legislației existente, guvernul anterior continua să funcționeze în mod provizoriu, până la numirea unui nou guvern. Situația nu era unica de acest gen din Germania, rezultate similare fiind înregistrate și în alte state ca Bavaria, Saxonia, Hessa, Württemberg și Hamburg. Pentru a rezolva criza, mareșalul Paul von Hindenburg, președintele Germaniei, l-a numit pe cancelarul Franz von Papen comisar al Reich-ului pentru Prusia, cu puteri depline pentru soluționarea crizei politice. Numirea nu era foarte judicioasă: von Papen fusese deputat în parlamentul prusac din partea partidului de dreapta "Partidul Național Popular German" ("Deutschnationale Volkspartei" - DNVP) și în această calitate inițiase numeroase moțiuni de neîncredere în guvernul primului ministru al Prusiei, Otto Braun. Era greu de crezut că, având asemenea antecedente, von Papen putea fi eficient într-un rol de mediator. De fapt, von Papen nici nu a încercat vreo mediere: el i-a revocat din funcție imediat pe primul ministru Otto Braun și pe ministrul de interne Carl Severing și a decretat starea de urgență, făcând apel la armată pentru menținerea ordinii.
Prusia, reprezentată de Ministerul de stat al Prusiei (Preußisches Staatsministerium) împreună cu Partidul Centrului din Germania (Deutsche Zentrumspartei) și Partidul Social-Democrat din Germania (Sozialdemokratische Partei Deutschlands) au intentat acțiune împotriva guvernului central la curtea supremă a Germaniei (Staatsgerichtshof für das Deutsche Reich), proces cunoscut sub denumirea "Prusia contra Reich-ului" ("Preußen contra Reich"). Reclamanții considerau că ordinul de numire a comisarului era neconstituțional și cereau tribunalului să îi interzică acestuia îndeplinirea funcțiuni de comisar. În plus, reclamanții solicitau tribunalului ca, până la pronunțarea sentinței, să li se interzică comisarilor Reich-ului să-și aroge titlurile de prim-ministru al Prusiei, de miniștri ai Prusiei sau de membri ai guvernului prusac și să nu li se dea dreptul de a numi sau revoca din funcție funcționari de stat. Tribunalul a respins moțiunea de suspendare a ordinului de numire a comisarului până la pronunțarea asupra problemelor de fond..
În procesul asupra problemelor de fond, guvernul Prusiei era reprezentat de Arnold Brecht, partidul social democrat de Hermann Heller, iar guvernul central de Carl Schmitt împreună cu Carl Bilfinger și Erwin Jacobi..
Curtea supremă s-a pronunțat la 25 octombrie 1932, după terminarea pledoariilor, limitându-se la discutarea dreptului președintelui de a emite o asemenea ordonanță. Instanța nu a analizat dacă emiterea  ordonanței era justificată din punct de vedere legal, adică dacă erau îndeplinite condițiile cerute de lege care prevedeau că emiterea ordonanței era legală dacă exista posibilitatea de apariție a unor disturbări importante sau dacă exista un pericol fie pentru siguranța publică (Öffentliche Sicherheit), fie pentru ordinea publică (Öffentliche Ordnung). Curtea a decis că ordonanța de urgență era constituțională în măsura în care îl numea pe cancelarul Reich-ului în funcția de comisar al Reich-ului pentru Prusia și îl împuternicea fie să preia în mod provizoriu funcțiile de prim-ministru al Prusiei fie să le predea altor comisari ai Reich-ului. Ordonanța nu se putea extinde la probleme de ordin parlamentar, cum ar fi reprezentarea Prusiei în camera superioară a parlamentul național (Reichsrat).

### Colaborarea cu Schleicher
În 1932 devenise evident că Republica de la Weimar nu era viabilă. Schmitt, împreună cu alți politicieni din anturajul lui Kurt von Schleicher, susțineau decretarea stării de urgență la nivel național și modificarea constituției, astfel încât Germania se devină o democrație constituțională prezidențială. În perioada august-decembrie 1932 Schmitt a colaborat în calitate de expert în drept constituțional la elaborarea propunerii lui Schleicher: Guvernul federal urma să fie autorizat, printr-o proclamație a președintelui, să ignore atât voturile de neîncredere (Mißtrauensvoten) ale parlamentului împotriva guvernului cât și dreptul parlamentului de a suspenda ordonanțele de urgență (Notverordnungen), făcând astfel posibilă o guvernare fără obstrucție parlamentară.
Punctul de vedere al lui Schmitt a fost prezentat într-un referat pe care l-a scris pentru Schleicher cu titlul "Wie bewahrt man eine arbeitsfähige Präsidialregierung vor der Obstruktion eines arbeitsunwilligen Reichstages mit dem Ziel die Verfassung zu wahren" ("Cum se poate menține un guvern prezidențial viabil împotriva obstrucției unui parlament ineficient în scopul de a conserva constituția").  Din punct de vedere constituțional, una din principalele prevederi constituționale era cea a votului de neîncredere, care a ajuns să fie utilizat de parlament astfel încât guvernarea devenise imposibilă. Schmitt considera că, deoarece o constituție este o lege care reglementează modul de a guverna, prevederile constituționale nu pot fi interpretate astfel încât să facă o guvernare imposibilă. De aceea, el considera că "un vot de neîncredere are valabilitate numai în cazul existenței unei majorități capabile să construiască bazele pozitive ale unei încrederi". Măsurile propuse nu aveau, după Schmitt, scopul de a întări executivul prin limitarea parlamentului la funcția de legiferare și  control ci prin limitarea utilizării mecanismului votului de neîncredere." 
Într-un studiu în care s-a ocupat de rolul lui Carl Schmitt în calitate de consilier juridic al lui Schleicher, Profesorul Wolfram Pyta scoate în evidență sprijinul pe care Schmitt l-a dat formulării politicii lui Schleicher, în scopul de a împiedica "aventura național-socialistă" .
Profesorul de drept Bernd Rüthers arată și el "Cercetările adâncite efectuate dovedesc că, până la preluarea puterii de către Hitler în 1933, Schmitt nu a arătat nici cea mai mică simpatie pentru acesta sau pentru național-socialism." Rüthers apreciază că pozițiile de bază ale lui Schmitt erau profund antidemocratice, antiparlamentare și antiliberale, dar că scopul său era să legitimeze și să întărească dictatura “aristocratică” a președintelui Reichului. În ultimă instanță, era vorba de a construi un sistem prezidențial autoritar cu diminuarea rolului parlamentului. Schmitt era în întregime un om al lui Schleicher. Această părere diferă considerabil de cea a altor cercetători. După cum s-a arătat, chiar adversarii săi contemporani, deși nu aveau aceeași orientare politică, nu au considerat poziția lui ca fiind "nedemocratică"; această caracterizare este specifică unora din analizele contemporane și nu coincide cu punctele de vedere exprimate în anii 1930. În decursul celor peste 70 de ani care s-au scurs, multe dintre noțiunile utilizate și-au schimbat esențial conținutul. Perioada anilor 1920 – 1935 din Germania a fost extrem de agitată din punct de vedere politic și Schmitt era un om al epocii sale. Este discutabilă măsura în care noțiuni contemporane, cu un sens diferit de cel pe care îl aveau în acea vreme, pot fi utilizate pentru înțelegerea corectă a poziției sale.
Schleicher a fost numit cancelar la 3 decembrie 1932. Opinia publică spera că noul cancelar va avea autoritatea să reinstaleze ordinea în țară. Revista satirică Simplizissimus publica după instaurarea lui Schleicher versurile:
| Eins nur läßt sich sicher sagen, und das freut uns rundherum: Hitler geht es an den Kragen, dieses Führers Zeit ist um. | Un singur lucru se poate spune cu siguranță Și acesta ne bucură pe deplin: Pe Hitler îl strânge gulerul (= e în mare primejdie), Vremea acestui Führer s-a dus. |

Bucuria era însă prematură. Președintele Hindenburg s-a declarat împotriva planului lui Schleicher și susținut de Schmitt. Ludwig Kaas, președintele Partidului de Centru, l-a acuzat chiar pe Schmitt că s-ar opune numirii lui Hitler în funcția de cancelar din cauza disprețului pe care îl avea pentru sistemul parlamentar.. Astfel, la 26 ianuarie 1933 Kass l-a rugat pe Hindenburg să-l numească pe Hitler, afirmând că era singura soluție pentru menținerea unui sistem parlamentar în Germania. Același punct de vedere a fost susținut de Papen. Hindenburg a cedat și a preferat soluția de a-l aduce la putere pe Hitler, considerând această soluție mai corectă din punct de vedere constituțional. Schleicher a demisionat la 28 ianuarie 1933. Schmitt era perfect conștient de consecințele acestei decizii a președintelui. Cu ani în urmă alegerea lui Hindenburg ca președinte al Germaniei fusese prezentată ca o soluție de salvare a republicii; aducerea lui Hitler la putere pe baza unui argument de constituționalitate și pentru a salva constituția era pentru Schmitt culmea absurdului. În jurnalul său, Schmitt scria la data de 27 ianuarie 1933: "Azi s-a întâmplat ceva incredibil. Mitul lui Hindenburg s-a isprăvit. În cele din urmă, bătrânul nu era decât un Mac Mahon. Groaznică situație. Schleicher se retrage; Papen sau Hitler intră în scenă. Bătrânul domn a înnebunit cu desăvârșire." . La 30 ianuarie el scria în jurnalul său: "Apoi m-am dus la Cafeneaua Kutscher, unde am auzit că Hitler a devenit cancelar al Reichului, cu Papen vicecancelar. M-am dus acasă și m-am culcat imediat în pat. Groaznică situație!". Cu o zi mai târziu, el nota: "Mai eram răcit. Am telefonat la Școala Superioară de Comerț ca să-mi anulez prelegerile. Mi-a mai trecut indispoziția, dar nu am putut să lucrez. Eram furios despre numirea imbecilului, ridicolului Hitler." 

## Colaborarea cu regimul național-socialist

### Începuturile colaborării
După numirea lui Adolf Hitler în funcția de cancelar și votarea „Legii de împuternicire" din 1933 prin care parlamentul conferea guvernului competența de a legifera, Carl Schmitt a fost unul din numeroșii funcționari publici care s-au înscris în partidul nazist (Partidul Național Socialist German al Muncitorilor - NSDAP).
În referatul procurorului Robert Kempner, care l-a anchetat pe Carl Schmitt la Nürnberg se menționează:  “1932 și începutul anului 1933 -  consilier al președintelui. După încercări eșuate de a instala o “dictatură a președintelui Reichului” prin declararea stării de urgență, astfel încât să împiedice ajungerea la putere a comuniștilor și a național socialiștilor, în martie 1933 face trecerea ideologică  spirituală către național socialiști și se înscrie în NSDAP cu numărul de înscriere 2.098.860." . Motivele intrării lui Carl Schmitt în partidul nazist - convingere sau oportunism - sânt discutabile.
Unii cercetători îl văd ca pe un critic radical al orientărilor social-liberale din perioada republicii de la Weimar, și astfel un adept nedeclarat al național-socialismului. Această ipoteză este însă combătută de majoritatea cercetătorilor,  care arată că, în perioada anterioară, Schmitt a căutat să împiedice cu toate puterile venirea la putere a lui Hitler. Michael Stolleis arată: "Într-adevăr, până la sfârșitul lui ianuarie 1933,  Schmitt a încercat să salveze constituția printr-o depășire limitată și controlată a textului constituției. Această impresie este creată și de notele lui zilnice. Decizia sa de a opta pentru național-socialism a apărut abia după "Legea de împuternicire" din 24 martie 1933." Este greu de presupus că, fiind adept, chiar nedeclarat, al național socialismului, Schmitt s-ar fi implicat atât de mult în încercările de a împiedica ajungerea lui Hitler la putere.
Alți cercetători pun în evidență faptul că Schmitt și-a oferit serviciile de consilier tuturor guvernelor, începând din 1930  până după război, inclusiv americanilor și rușilor, ceea ce este dovada a unui oportunism fără scrupule.
Ar putea însă fi făcută și o a treia ipoteză, anume cea că lui Schmitt i se făcuse teamă. Metodele lipsite de scrupule ale național socialiștilor, chiar înaintea ajungerii lor la putere, îi erau perfect cunoscute. Colaborarea lui cu Schleicher îl făcea o victimă potențială a represiunii care era iminentă. Dacă acesta ar fi fost motivul aderării la național-socialism, asasinarea lui Schleicher la 30 iunie 1934 ar fi demonstrat că eventualele sale bănuieli erau perfect îndreptățite. În orice caz, legătura lui cu Schleicher i-a fost reproșată mai târziu de național-socialiști.
Henning Ottmann a definit această dilemă drept antiteza dintre "gândire ocazională sau continuitate". Este deci deschisă discuția dacă gândirea lui Carl Schmitt urmează o logică internă (continuitate) sau este dirijată exclusiv de impulsuri exterioare (ocazii), cărora le sacrifică consistența și continuitatea logică.

### Contribuții la jurisprudența național socialistă
Indiferent de motive, după 1933, Carl Schmitt a adoptat complet argumentele naziste pentru tezele juridice. El a definit "Legea de împuternicire" ca reprezentând "constituția provizorie a revoluției germane".
În lucrarea "Staat, Bewegung, Volk: Die Dreigliederung der politischen Einheit" ("Stat, mișcare, popor: cele trei elemente ale unității politice"), publicată în 1933, Schmitt aducea argumente în sprijinul legalității "revoluției germane". Preluarea puterii de către Adolf Hitler ar fi avut loc într-o coincidență totală cu constituția anterioară și ar fi datorată disciplinei și spiritului de ordine al poporului german. De asemeni, Schmitt a susținut că ideea principală a dreptului nazist este  subordonarea față de conducător (Führertum). Ulterior, această idee a fost dezvoltată, afirmându-se că ar fi sursa de la care provine necesitatea unei identități rasiale între conducător și conduși.
Schmitt a căutat să acorde legitimitate juridică pentru  rolul conducător al Partidului Național Socialist German al Muncitorilor (NSDAP)în cadrul "revoluției național-socialiste". Niciunul din criticii marxiști ai lui Schmitt nu scot în evidență analogia argumentației sale cu cea care legitima rolul conducător al partidului comunist prin legitimarea revoluției socialiste. Contemporanii săi care emigraseră din Germania au declarat că este "juristul de casă al celui de al Treilea Reich", unul dintre principalii săi critici fiind Waldemar Gurian . În prezent, unii cercetători sunt de părere că aceasta lucrare ar exagera importanța rolului pe care l-a jucat Carl Schmitt în Germania nazistă în perioada 1933 – 1936.
În lucrările sale din anii 1933-1936, Schmitt a luat poziții care depășeau cu mult ceea ce se aștepta chiar și din partea unui jurist fidel ideologiei naziste. Evident, Schmitt încerca să se afirme prin formulări excesiv de tăioase. Ca o reacție la asasinatele regimului național socialist din 30 iunie 1934 în "noaptea cuțitelor lungi" și la eliminarea lui Ernst Röhm, Schmitt justifica autoînscăunarea lui Hitler prin cuvintele: "Führer-ul protejează justiția împotriva celui mai grav abuz, atunci când, în clipele de pericol, acționează bazat pe rolul său de conducător și ia decizii referitoare la dreptate în calitatea sa de șef al justiției. Un adevărat conducător este totdeauna și un judecător, din calitatea de Führer decurge și calitatea de judecător." . Această presupusă suprapunere dintre calitatea de conducător ("Führertum") și calitatea de judecător („Richtertum“) este considerată o dovadă a perversității gândirii juridice a lui Schmitt. Schmitt încheia articolul său cu chemarea politică: Cel care este conștient de baza violentă a situației noastre politice, va înțelege premonițiile și alarmările Führer-ului și va fi pregătit pentru marea bătălie ideologică, în cadrul căreia va trebui să ne apărăm dreptatea.
În toamna anului 1933, Carl Schmitt a elaborat "teoria gândirii ordonate concrete" ("Lehre vom konkreten Ordnungsdenken") în conformitate cu care, din punct de vedere instituțional, orice ordine este reprezentată de acea instituție a statului care deține monopolul decizional și care se poate prevala de infailibilitate. Această extindere a teoriei suveranității amplifica, ca principiu, importanța conducătorului și ducea la o identitate între voința acestuia și lege: "Voința Führerului este lege." 
Pein acest gen de argumentații "juridice", Schmitt a putut să-și consolideze reputația în fața noilor deținători ai puterii. Schmitt este creditat și cu unele lozinci(de exemplu: "Stat total - război total") sau  definiții (de exemplu: "Spațiul mărit geostrategic legat de o interdicție a intervenției puterilor din exteriorul spațiului"). Fraze de acest gen au fost utilizate cu succes propagandistic, chiar dacă nu au fost direct legate de numele lui Schmitt.

### Schmitt despre problema evreiască
În 1935 Schmitt a susținut în mod public argumentul rasist și antisemit prin  caracterizarea legilor rasiste de la Nürnberg ("Nürnberger Rassengesetze") ca o "constituție a libertății" (germană : „Verfassung der Freiheit"). Această afirmație era o exagerare grotescă chiar și conform standardelor național-socialiste ale perioadei  Schmitt afirma că prin "Legea pentru protecția sângelui german și a onoarei germane" (Gesetz zum Schutze des deutschen Blutes und der deutschen Ehre), care pedepsea relațiile dintre "evrei" (conform definiției naziste) și "arieni", se introducea un nou "principiu legat de concepția despre lume în domeniul legislației". Schmitt arăta că noua legislație este superioară față legislația altor state care nu aplică principiul segregației rasiale.
Punctul culminant al propagandei duse de Schmitt în favoarea partidului nazist a fost sesiunea organizată sub președinția sa în octombrie 1936 cu subiectul „Iudaismul în științele juridice" (germană : „Das Judentum in der Rechtswissenschaft"). În cadrul acestei sesiuni, el s-a declarat în mod deschis în favoarea antisemitismului nazist și a cerut ca autorii evrei din literatura juridică să nu mai fie citați și, în orice caz, lucrările lor să fie desemnate ca lucrări evreiești. "Trebuie să repetăm mereu, atât pentru noi înșine, cât și pentru studenții noștri, ceea ce a afirmat Führer-ul despre dialectica evreiască, pentru a evita pericolul imens a unor vicieri sau răstălmăciri. Aceasta nu se realizează printr-un antisemitism sentimental; se impune o certitudine bazată pe cunoaștere." (germană : eine erkenntnismäßig begründete Sicherheit)
Deoarece această sesiune a fost aproape simultană cu campania național-socialistă împotriva lui Schmitt și cu îndepărtarea sa din funcțiile pe care le deținea, încă din perioada nazistă adepții au emis ipoteza că aceste afirmații erau făcute de Schmitt în mod superficial, din oportunism. Notele sale personale, publicate postum, arată însă că inclusiv în perioada 1947 – 1951, Schmitt mai era un antisemit convins. De altfel, el nu a publicat niciodată vreun cuvânt prin care să renege poziția sa antisemită și să exprime regrete pentru opresiunea și ulterior exterminarea în masă a evreilor în perioada dominației naziste și a Holocaustului. Cele două păreri nu se exclud de altfel, deoarece Schmitt putea să fie antisemit și fără să fie național-socialist și de aceea, mai rămâne deschisă discuția dacă antisemitismul său avea o bază religioasă sau rasistă.În orice caz, antisemitismul declarat al lui Schmitt a coincis cu antisemitismul nazist instituționalizat al Germaniei naziste.

Dacă lucrările menționate anterior erau numai o reafirmare neoriginală a  ideologiei naziste,  o lucrare mult mai tulburătoare este "Der Leviathan in der Staatslehre des Thomas Hobbes" ("Leviathan în teoria politică a lui Thomas Hobbes(1938)" . 

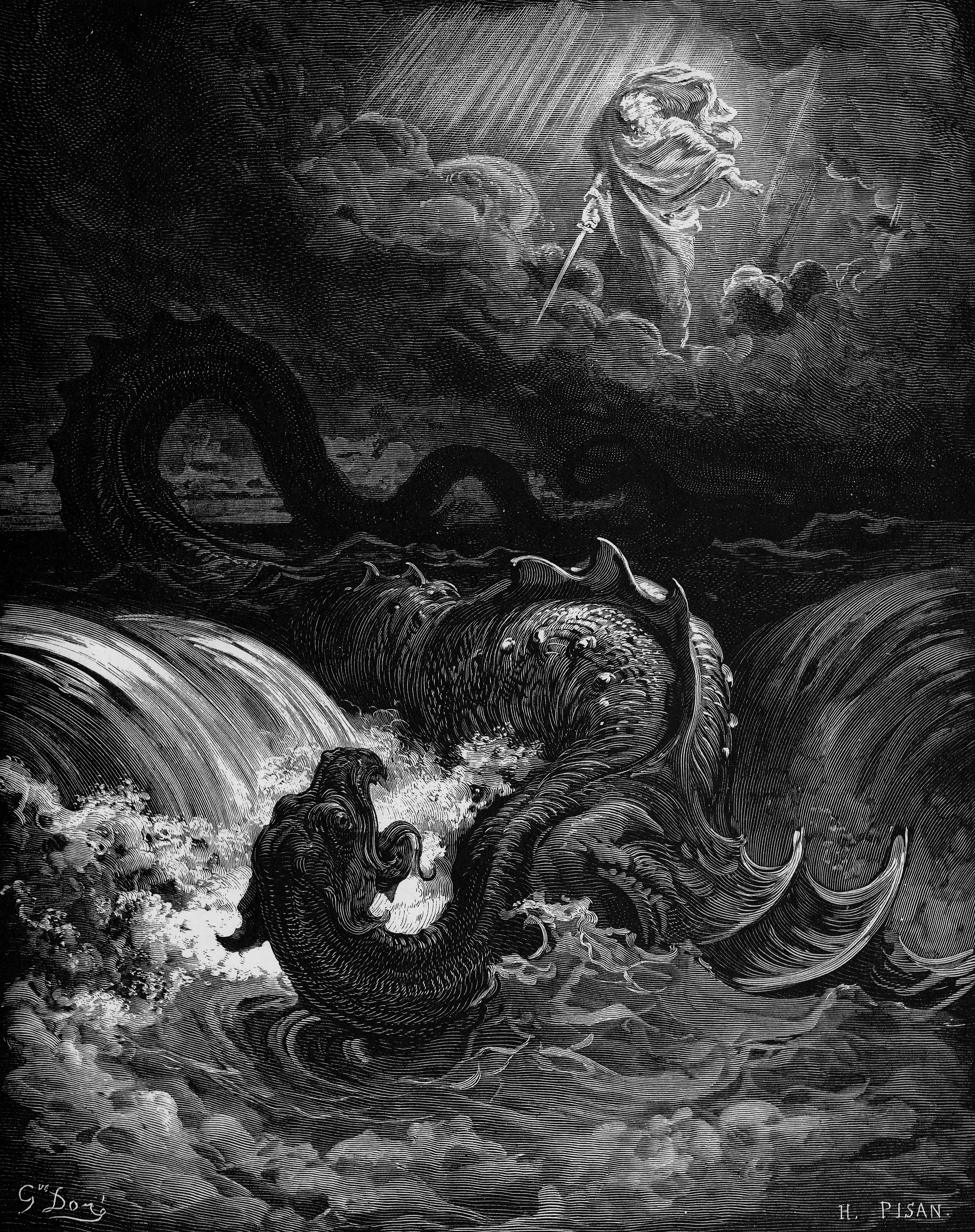
Distrugerea lui Leviathan.
Gravură de Gustave Doré (1865)

Thomas Hobbes(1588 - 1679) a fost un important filozof politic englez. Principala sa lucrare politică este "Leviathan" (1651). Titlul cărții este adoptat din Vechiul Testament și menționat în Iov, Isaia  și Psalmi. Volumul discută problemele contractului social și ale structurii societății în contextul războaielor religioase. Hobbes susține că oamenii au o dorință autointeresată și materialistă de a înceta războaiele: sentimentele care îi determină pe oamenii să prefere pacea sunt teama de moarte, dorința de a avea cele necesare pentru a-și duce existența și speranța ca prin activitatea lor să le poată obține. Oamenii creează societăți pașnice intrând într-un "contract social". Hobbes definește o societate ca fiind o populație care se află în subordinea unei “autorități”, căreia populația îi transferă din dreptul ei natural numai puterea strict necesară pentru a asigura pacea internă și  apărarea comună împotriva atacurilor din exterior. Indiferent de faptul că este o monarhie, aristocrație sau democrație (Hobbes având o preferință puternică pentru o monarhie), puterea suverană trebuie să fie un "Leviathan", cu o autoritate absolută.  Leviathan-ul era conceput ca o putere pur seculară prezentată sub forma unei figuri mitice care îi supune pe cei orgolioși și pe rebeli. Evocarea Leviathan-ului ca emblemă pentru pacificare socială internă constituia un răspuns la teologiile politice ale revoluției engleze și o soluție a războaielor religioase de la începutul epocii moderne.
În 1936, specialistul în filozofie politică Leo Strauss a scris un studiu intitulat "Hobbes' politische Wissenschaft in ihrer Genesis" ("Geneza științei politice a lui Hobbes"). Deoarece Leo Strauss era evreu, cartea nu putea fi publicată în Germania dar a fost tradusă și publicată la Oxford.  Volumul lui Schmitt,"Der Leviathan in der Staatslehre des Thomas Hobbes" ("Leviathan în teoria politică a lui Thomas Hobbes"), publicată în 1938, este în mare măsură o replică la adresa lui Leo Strauss.
Pentru Schmitt, Leviathanul lui Hobbes este numai o putere aparentă deoarece contractul social pe care se bazează puterea sa este, de fapt, o construcție extrem de fragilă, incapabilă să domine forțele dezlănțuite ale unei societăți emancipate. În noua interpretare a lui Schmitt, lupta descrisă de Hobbes are semnificația diviziunii iudeo-creștine între autoritățile seculare și cele religioase. Schmitt consideră că diviziunea emisă de Hobbes stabilește bazele diviziunii ulterioare dintre stat și societatea care aspiră  să se elibereze sau să se emancipeze față de orice normă coercitivă. Ordinea politică seculară stabilită de Hobbes aspira la neutralizarea atacurile perene ale iudeo-creștinismului împotriva legitimității suveranilor tereștri. Schmitt considera că diaspora evreiască este o agentură care întreține fermentarea în această mișcare de emancipare, iar simbolul lui Hobbes nu era răspunsul corespunzător intensității și perversității conflictului.
Schmitt a făcut numeroase analogii între evreii convertiți din Spania, Marranos și evreii din Germania și Europa în general, cu privire la expulzarea și exterminarea lor.  Schmitt a ajuns la concluzia că "problema evreiască" este o problemă  care reapare acut în perioadele de criză.
Propaganda nazistă a denaturat multe opere, prezentându-le într-o perspectivă net antisemită. Exemplul cel mai cunoscut este  eroul din schița lui Wilhelm Hauff și din romanul lui Lion Feuchtwanger, "Evreul Süss" ("Jud Süß"): dintr-un personaj istoric pozitiv a fost transformat într-o imagine total abjectă. Schmitt a omis faptul că Hobbes s-a ocupat exclusiv de războaiele religioase dintre catolici și protestanți, care nu aveau nici  o legătură cu evreii. Prin urmare, se impune concluzia că Schmitt a făcut o analogie falsă și a ajuns la concluzii eronate cu privire la entitatea iudaică.

### Căderea în dizgrație
În 1936 Schmitt a devenit ținta atacurilor ziarului "Das Schwarze Korps", o revistă național-socialistă apropiată de SS, care îl acuza de oportunism și îi reproșa lipsa de convingeri național-socialiste. Revista critica sprijinul pe care Schmitt îl acordase guvernelor anterioare precum și prietenia sa cu juriști evrei. "Împreună cu Jacobi, Carl Schmitt a susținut poziția guvernului reacționar al lui Schleicher în procesul Prusia contra Reichului." Afirmația era incorectă, pentru că în procesul respectiv fusese implicat guvernul lui Franz von Papen.
Alte critici i-au fost aduse lui Schmitt de biroul de urmărire a purității ideologice al lui Alfred Rosenberg, principalul ideolog al național-socialismului. Biroul fusese înființat de Hitler în ianuarie 1934, la propunerea lui Robert Ley, care îl numise pe Alfred Rosenberg "împuternicit al Führer-ului pentru supravegherea întregii școlarizări și educații spirituale și conceptuale a Partidului Național-Socialist" ("Beauftragter des Führers für die Überwachung der gesamten geistigen und weltanschaulichen Schulung und Erziehung der NSDAP“). Deși biroul nu a avut niciodată importante funcții operative în cadrul sistemului național-socialist, el reprezenta principalul for de analiză a corectitudinii ideologice în cadrul partidului național-socialist. În publicația "Mitteilungen zur weltanschaulichen Lage" ("Comunicări cu privire la situația referitoare la concepția despre lume") al biroului lui Rosenberg Schmitt era acuzat că "împreună cu semi-evreul Jacobi emisese teoria contrară învățăturilor prevalente, că o majoritate național-socialistă în parlament (Reichstag) nu ar avea dreptul să modifice bazele politice ale constituției, de exemplu să elimine principiul democrației parlamentare, chiar dacă ar fi avut majoritatea de două treimi cerută de articolul 76, pentru că, în acest caz, modificarea constituției ar fi constituit o înlocuire a constituției nu o revizuire".
Ca urmare a unei succesiuni de asemenea acuzații s-a iscat un scandal, în urma căruia Carl Schmitt și-a pierdut toate funcțiile. El a rămas însă, până la sfârșitul războiului profesor la Universitatea Friedrich-Wilhelm din Berlin și și-a păstrat titlul de "Consilier de Stat al Prusiei".
În perioada de până la sfârșitul războiului, Carl Schmitt s-a concentrat asupra dreptului internațional. Astfel, în 1939 a elaborat conceptul de "ordinea spațială conformă cu dreptul internațional", pe care o considera ca un echivalent german al doctrinei Monroe. Deși aceste studii ar putea fi considerate ca o încercare de a fundamenta politica expansionistă a lui Hitler din punctul de vedere al dreptului internațional, organele național socialiste nu au susținut niciodată o asemenea legătură.
Schmitt a colaborat și la așa numita "acțiune Ritterbusch", o încercare, coordonată de Paul Ritterbusch, de "mobilizarea militară a științelor spirituale" ("Kriegseinsatz der Geisteswissenschaften"). În cadrul acestei acțiuni, Ritterbusch a făcut apel la peste 500 de consilieri, profesori și oameni de știință, pentru a defini o "nouă ordine spirituală a Europei" care să corespundă și să se subordoneze obiectivelor de război ale Germaniei.
În niciuna din aceste activități Carl Schmitt nu a avut un rol proeminent și niciuna din lucrările sale nu a mai servit la fundamentarea unor activități ale autorităților național-socialiste, care continuau să-l considere "persona non grata".

### Analiza activității lui Carl Schmitt în perioada național-socialistă
Activitatea lui Schmitt în perioada național-socialistă a fost analizată de diferiți cercetători.
După cel de al doilea război mondial, când majoritatea lucrărilor lui Schmitt erau puțin cunoscute în afara Germaniei, studiile despre Schmitt au fost elaborate în special de cercetători germani. Urmând tendința perioadei postbelice din Germania, acești cercetători căutau în general să pună într-o lumină negativă toate elementele legate de perioada național-socialistă, făcând gratuit afirmații tendențioase. În acest sens, Jurgen Fialkowski afirmă că Schmitt a avut un rol important în pregătirea terenului pentru venirea la putere a lui Hitler .
Carl Schmitt a fost considerat ca 'proto-fascist' de scriitori cu orientare de stânga, colaboratori la revista "The New Republic" din Statele Unite.
Lucrarea lui Ellen Kennedy se ocupă în mod detaliat de evoluția gândirii politice a lui Schmitt în perioada 1933 - 1945. Ellen Kennedy pornește de la ipoteza că în 1933 s-ar fi produs o profundă schimbare dar acest fapt este disputat de alți cercetători. Totuși, chiar dacă nu este vorba despre o ruptură, există o clară diferență de orientare, care iese în evidență începând din 1933.
Ellen Kennedy caută să descopere rădăcinile ideilor lui Schmitt în domeniul teoriei statului în perioada 1933 - 1945 și constată că gândirea sa este un amalgam cu totul aparte de romatism german, expresionism și catolicism, la care se adaugă percepția unei lipse de autenticitate a societății moderne. Devine totuși evident că rădăcinile gândirii lui Schmitt se află în concepții din secolul XIX iar această legătură este insuficient aprofundată. Analiza lui Kennedy se bazează foarte mult pe lucrarea magistrală a lui Michael Stolleis despre istoria dreptului civil în Germania. Totuși, Stolleis insistă asupra continuităților și discontinuităților în discuțiile privind dreptul civil în Germania secolelor XIX și XX, aspecte care nu au fost reluate de Ellen Kennedy.
Lucrările lui Schmitt din perioada nazistă sunt caracterizate prin lipsa oricărei critici și lipsa limitelor de implicație emotivă în favoarea cauzei național-socialismului de cele anterioare. Aceste nuanțe sunt mai vizibile în textele originale decât în traducerile pe care se bazează multe din cercetările efectuate în alte țări, în special în Statele Unite și astfel multe nu au fost observate.
Un eveniment important al biografiei lui Schmitt în  nazistă este demiterea sa ca urmare a criticilor aduse de biroul lui Alfred Rosenberg. Biografiile dedicate lui Carl Schmitt fac abstracție de motivele acestei dizgrații. Se poate presupune că acuzațiile de oportunism care i-au fost aduse au fost corecte și că adeziunea sa la național-socialism nu a fost determinată de convingerile sale, având în vedere că erau reale acțiunile sale anti-naziste. Mai mult chiar, având în vedere că multe din lucrările sale de susținere a național-socialismului depășeau considerabil cerințele și conțineau exagerări vizibile, există posibilitatea ca tocmai aceste exagerări, de care un autor de inteligența lui Schmitt nu putea să nu fi fost conștient, să fi constituit o critică a regimului, care nu a scăpat vigilenței ideologilor din biroul lui Rosenberg.
În orice caz, unii cercetători, printre care și Ellen Kennedy, detectează în lucrările sale un realism politic inspirat de Niccolò Machiavelli. Această analogie a mai fost făcută și de alți cercetători și va fi prezentată spre sfârșitul articolului.

## Perioada postbelică

### Anchetarea de către tribunalul de la Nürnberg
După capitularea Germaniei, Carl Schmitt a fost temporar arestat și anchetat de Robert Kempner, un jurist german care, fiind evreu, a fost  arestat de regimul nazist în 1935. În urma unor intervenții internaționale, Robert Kempner a  fost eliberat și a reușit să emigreze, întâi în Italia și apoi în Statele Unite ale Americii unde a devenit consilier al președintelui Franklin D. Roosevelt. În 1945 Robert Kempner a fost numit adjunct al procurorului șef al tribunalului de la Nürnberg.
Kempner îl considera pe Schmitt ca un potențial acuzat, pentru "colaborarea sa directă și indirectă la planificarea unor războaie de agresiune, a unor crime de război și a unor crime împotriva umanității". În timpul anchetei au avut loc numeroase discuții între cei doi juriști, o parte dintre ele fiind publicate mai târziu. În cadrul apărării sale, Schmitt s-a autodescris ca un pur om de știință, pentru care activitatea din perioada național-socialistă a fost o "aventură intelectuală" care impusese luarea anumitor riscuri pentru a putea desăvârși un proces de cunoaștere. La această afirmație, Kempner i-ar fi replicat că acest proces de cunoaștere s-a terminat cu moartea a milioane de oameni. Schmitt a argumentat însă că a adera la o ideologie, oricare ar fi ea, nu constituie în sine o crimă sau măcar o complicitate la crimă. Mai mult chiar, el a susținut că o ideologie nu poate fi condamnată pentru că au fost comise crime în numele ei. El a arătat că și în numele creștinismului au fost omorîte milioane de persoane, dar acest lucru nu a justificat condamnarea creștinismului în sine.
În timpul interogatoriilor, Schmitt nu a demonstrat însă nici o remușcare pentru atitudinea sa favorabilă nazismului.  De exemplu, la întrebarea lui Kempner: Chiar nu vă este rușine de a fi scris în 1933 că Führer-ul este un apărător al justiției?, Schmitt ar fi răspuns: Azi, fără îndoială că da. Dar cred că este incorect ca în prezent să mai răscolim toată degradarea la care am fost supuși. Ceea ce s-a întâmplat este desigur îngrozitor. Dar, acum nu mai este nimic de discutat despre aceasta.
Ancheta nu a dus la punerea sub acuzare, deoarece, din punct de vedere juridic, nu a putut fi stabilită o culpabilitate. Robert Kempner și-a justificat decizia astfel: "Care sunt acțiunile pentru care l-aș fi putut pune sub acuzare. El nu a comis nici o crimă contra umanității, nu a omorît prizonieri de război, și nu a pregătit războaie de agresiune." 
După hotărîrea de a nu fi pus sub acuzație, la solicitarea lui Kempner, Schmitt a elaborat câteva rapoarte de expertiză despre poziția miniștrilor în regimul național-socialist sau despre motivele pentru care majoritatea funcționarilor de stat l-au urmat pe Hitler în 1933.

### Izolarea
Chiar dacă nu a fost pedepsit prin proces penal, Schmitt a fost izolat din punct de vedere social. La sfârșitul anului 1945, Schmitt a fost eliberat din orice funcție publică și era  considerat o persoană nedorită. Ar fi fost inutil să încerce obținerea unei o catedre universitare. În 1952 a reușit să obțină o pensie, care îi permitea să supraviețuiască. Cererea sa de a fi acceptat ca  membru al "Asociației Profesorilor de Drept Germani" ("Vereinigung der Deutschen Staatsrechtslehrer") a fost respinsă.
Spre deosebire de alți specialiști în teoria dreptului, ca Theodor Maunz sau Otto Koellreutter, care au încercat să se distanțeze de poziția pe care o luaseră în timpul celui de al treilea Reich și să obțină o reabilitare morală, Carl Schmitt nu s-a dezis niciodată de pozițiile sale pro-naziste pe care le-a  adoptat după 1933 și nu a făcut nici un efort de denazificare.
El s-a retras la Plettenberg, unde a scris o serie de lucrări. Prima dintre acestea, o analiză a constituției Republicii Federale Germania, a fost publicată sub pseudonimul Walter Haustein . Alte lucrări publicate în perioada postbelică sunt: "Das Nomos der Erde" ("Nomosul terestru"),  "Theorie des Partisanen" ("Teoria partizanului") și "Politische Theologie II" ("Teologie Politică II"). În momentul publicării lor, aceste lucrări nu au avut succesul lucrărilor sale din tinerețe din perioada Republicii Weimar, dar actualitatea și importanța lor a fost descoperită după  câteva decenii .

### Ultimii ani
În perioada postbelică, Carl Schmitt a căutat justificări pentru poziția sa favorabilă nazismului. În cadrul acestor eforturi, a făcut analogia între relația pe care o avusese cu național-socialismul și activitatea chimistului și igienistului Max von Pettenkofer, care a luat acasă o cultură de bacterii de holeră pentru a-și demonstra imunitatea. În mod similar, Schmitt susținea că ar fi înghițit de bună voie virusul nazist, fără să se infecteze. Nu există dovezi că aceste afirmații ar fi convins pe cineva.

Schmitt a murit în duminica de Paști, la 7 aprilie 1985,la spitalul evanghelic din Plettenberg, cu puțin înainte de a împlini 97 de ani. Suferea de scleroză cerebrală, ceea ce îi producea crize de demență de durată din ce în ce mai mare. În tot timpul vieții sale, Schmitt a suferit de o teamă de unde și de radiații. El nu a acceptat niciodată instalarea unor receptoare de radio sau de televiziune în casa sa pentru ca undele și radiațiile să nu-i invadeze spațiul. Ulterior a avut simptome paranoice și avea impresia că este urmărit de unde sonore sau de voci. Undele sonore au fost ultima sa obsesie. Schmitt i-ar fi spus unei cunoștințe: "După primul război mondial am afirmat: 'Suveran este cel care decide în situațiile de excepție'. După cel de al doilea război mondial, când mă apropii de moarte, pot afirma acum: 'Suveran este cel care dispune de undele din spațiu'." . În ultimii ani de viață avea obsesia că este înconjurat de microfoane de ascultare și că este urmărit de persoane invizibile.

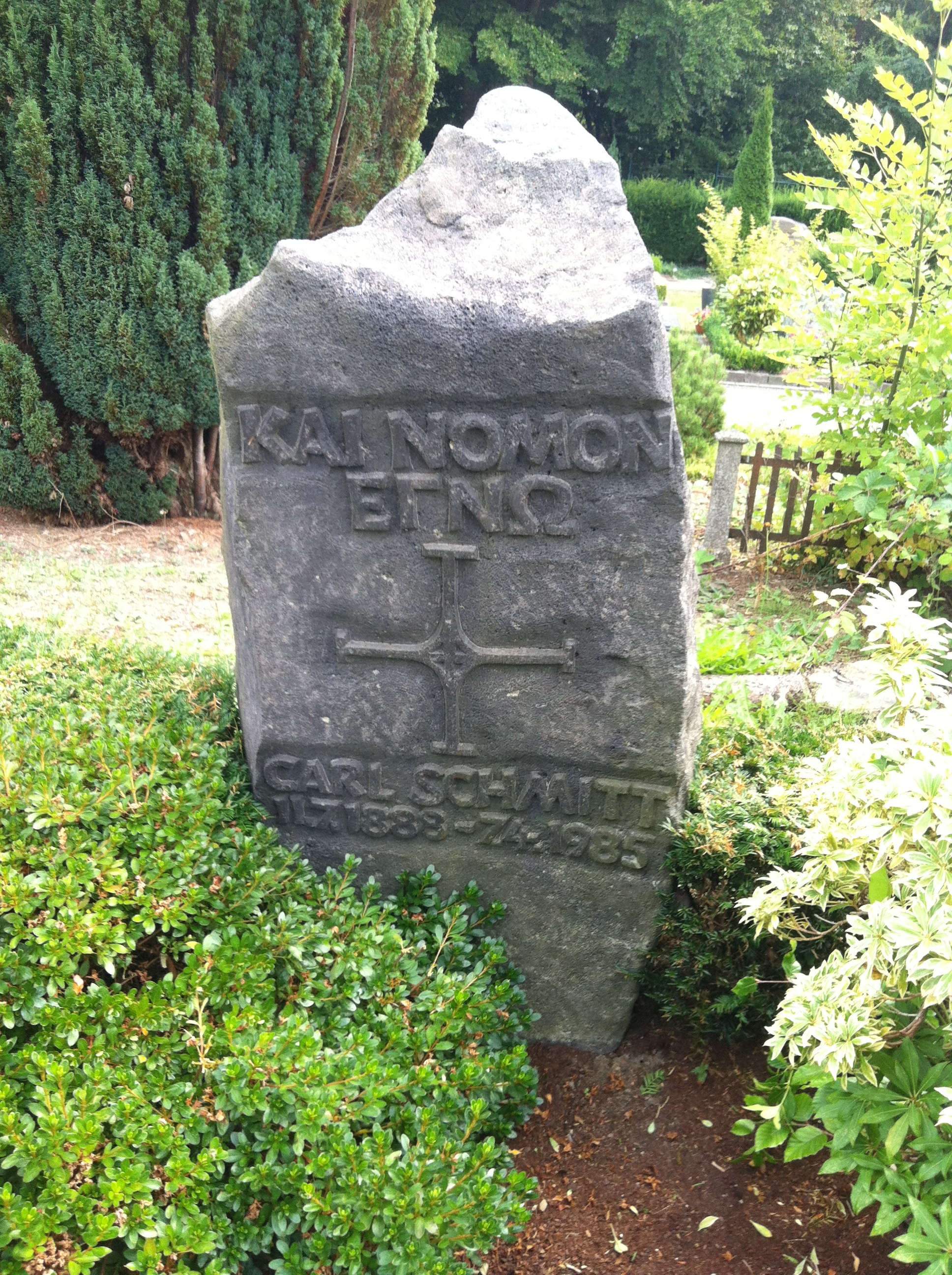
Mormântul lui Carl Schmitt

## Gândirea politică a lui Carl Schmitt
Activitatea lui Carl Schmitt s-a orientat în două direcții principale:
- dreptul constituțional,
- dreptul internațional.

În ambele domenii el manifestă o tendință spre generalizare, spre identificarea noțiunilor juridice fundamentale și a principiilor de drept valabile.

### Viziunea lui Carl Schmitt în domeniul dreptului constituțional
În dreptul constituțional, Schmitt s-a orientat în special spre analiza conceptelor juridice. Schmitt a pus în evidență situațiile în care prevederile legislației, în special cele ale constituției se află în contradicție cu principiile de drept, analizând modalitățile de rezolvare ale acestor contradicții.
În prezent, în dreptul constituțional german, lucrarea "Drept constituțional" publicată de Carl Schmitt în 1928 mai este și astăzi o lucrare fundamentală. Ea este în general prezentată în opoziție cu lucrarea lui Rudolf Smend "Verfassung und Verfassungsrecht" ("Constituție și Drept  Constituțional") publicată de asemenea în 1928.
Specialiștii consideră că abordarea lui Schmitt poate fi definită ca fiind “decizionistă, polarizatoare și normativă”. Ernst Wolfgang Böckenförde apreciază că lucrările lui Schmitt în domeniul dreptului constituțional nu pot fi înțelese decât luând elementul politic ca punct de plecare. Pe de altă parte, punctul de vedere al lui Smend este descris ca fiind integrant, consensual și nedogmatic.
- Dintre juriștii care s-au raliat la școala lui Schmitt pot fi menționați Ernst Rudolf Huber (* 1903), Werner Weber (* 1904), Ernst Forsthoff (* 1909), Roman Schnur (* 1927), Ernst-Wolfgang Böckenförde (* 1930), Helmut Quaritsch (* 1930)  și Josef Isensee (* 1937).
- Principalii reprezentanți ai școlii lui Smend sunt Gerhard Leibholz (* 1901), Ulrich Scheuner (* 1903), Konrad Hesse (* 1919), Horst Ehmke (* 1927), Peter Häberle (* 1934), Friedrich Müller (* 1938),  Friedhelm Hufen (* 1944)  și Martin Morlok (* 1949).

#### Constituție, suveranitate și stare excepțională
Ordinea de drept constituie totalitatea normelor de drept aplicabile într-un anumit spațiu definit, de exemplu în cadrul unui stat. Schmitt atrage atenția asupra faptului că este necesară fixarea unei anumite ordini de stat, pentru ca ordinea de drept să aibă sens. Mai departe, conceptul de stat presupune existența conceptului de politică.. Astfel, soarta ordinii de drept este strâns legată de soarta ordinii pe care se bazează și implicit, modificarea ordinii de bază modifică și ordinea de drept.
Dreptul nu este, după Schmitt o simplă noțiune abstractă, ci este strâns legat de modul în care este aplicat. Problema "modului de transpunere în realitate a dreptului" ("Rechtsverwirklichung"), adică a totalității normelor care fac posibilă funcționarea în bune condiții a organelor legislative, a fost dezvoltată de Schmitt în "Teologia politică", unde a insistat că este vorba despre o problemă de sine stătătoare. Problema era ignorată de viziunea liberală privind filozofia dreptului, care se concentra asupra cazului normal și ignora cazul de excepție. Dacă modul de aducere la îndeplinire a dreptului constituie o problemă fundamentală a dreptului constituțional, nu una subordonată, se pune, ca o consecință logică,  problema suveranității, cea  a stării de excepție precum și cea a unui "garant al constituției".  Norbert Campagna prezintă concepția lui Schmitt în modul următor: "În cazul normal nu trebuie violate normele de drept. Totuși, deoarece în mod realist, cazul normal nu poate exista pentru eternitate, este totdeauna necesar să se ia în considerare posibilitatea ca normele de drept și cele de aducere la îndeplinire a dreptului să nu coincidă. În asemenea situații, normele de drept trebuie respinse, pentru a garanta posibilitatea de a se ajunge la o coexistentă de drept".
Schmitt este primul care a dezvoltat nu o "teorie a statului" ci o știință a "dreptului constituțional". El definește constituția prin substanța ei pozitivă ca fiind "o decizie politică concretă referitoare la natura și forma existenței politice" ("eine konkrete politische Entscheidung über Art und Form der politischen Existenz"). Pentru a face clară deosebirea dintre definiția sa pozitivistă față de cele care se bazau pe un drept natural, el preciza că este vorba despre o "decizie care rezultă dintr-un vid normativ" ("Entscheidung aus dem normativen Nichts")
După Schmitt, deciziile politice ale unei constituții moderne (în condițiile Germaniei) sunt cele care se referă la republică, la democrație, la federalism și la parlamentarism. Deciziile referitoare la drepturile fundamentale reprezintă partea juridică. Partea politică definește modul de funcționare a statului, pe când partea juridică stabilește limitele în care această funcționare poate avea loc. După definiția lui Schmitt, o constituție are totdeauna o parte politică, dar nu neapărat și o parte juridică. Discutând drepturile fundamentale, Schmitt arată că pentru ca ele să existe, este întâi necesară existența unui stat, a cărui putere să poată fi limitată prin aceste drepturi. Prin aceasta Schmitt neagă existența unui drept natural, conform căruia ar exista drepturi universale ale omului care nu depind de o formă de stat. Acesta este alt punct asupra căruia el se afla în contradicție cu liberalismul.
Constituția nu este un instrument de drept care să fie la dispoziția unor majorități politice care se alternează la putere și care să o poată modifica după plac. În mod particular, este contrar spiritului constituției să cuprindă prevederi care să permită modificarea ei astfel încât să înlăture ordinea pe care ar trebuie să o construiască. Dacă o constituție cuprinde prevederi referitoare la modificarea ei, acestea nu trebuie să conțină prevederi stabilind o metodă legală pentru anularea propriei legalități și încă mai puțin mijloace legitime care să permită distrugerea propriei legitimități. Chiar enunțată doar la nivel de principiu, și astfel fiind aplicabilă și în alte situații, opinia lui Schmitt se referea clar la situația din Germania și considera că nu poate fi justificată prin prevederile constituției aducerea la putere a partidului național-socialist care avea scopul declarat de a distruge sistemul definit de acea constituție.
Prin partea politică a constituției apare o ordine în cadrul căreia normele juridice pot fi aplicate. Schmitt atrage atenția că "Nu există norma care să poată fi aplicată într-un haos". De fapt, o formă de existență are un caracter politic numai atunci când este colectivă, adică în situațiile în care din binele individual al fiecărui membru rezultă un bine colectiv. După Schmitt, în constituție s-ar defini totdeauna anumite valori, din care ar decurge conținutul concret al "noțiunilor juridice nedefinite" ("unbestimmte Rechtsbegriffe"), cum ar fi de exemplu "siguranța publică" ("öffentliche Sicherheit"). Normalitatea nu s-ar putea defini decât din spatele acestor valori. După Schmitt, elementul fundamentul al ordinii  este "omogeneitatea" ("Homogenität"), definită drept un consens asupra deciziilor fundamentale referitoare la existența politică a societății.. Schmitt este însă conștient că ar fi iluzoriu să se încerce realizarea unei omogeneități inclusive a societății. El a desemnat omogeneitatea absolută drept un "caz idilic" ("idyllischen Fall"). Începând din secolul al XIX-lea, substanța omogeneității o constituie egalitatea tuturor celor care aparțin unei anumite națiuni. Deoarece într-o democrație modernă nu există niciodată o omogenitate perfectă, apare totdeauna un "pluralism de interese particulare" ("Pluralismus partikularer Interessen"), ordinea fiind în mod permanent periclitată. Pentru Schmitt, noțiunea centrală de omogeneitate nu era gândită inițial ca un element etnic sau chiar rasist ci era definit în mod pozitivist: o națiune s-ar realiza prin intenția de a construi împreună o anumită ordine. Schmitt a introdus în mod explicit noțiunea de "rasă" în lucrările sale de după 1933.
Schmitt definea ca "suveran" acea putere în stat care putea lua o decizie în calitate de ultimă instanță de apel: "suveran este cel care decide în situațiile de excepție". Astfel, suveranul devine un element de acțiune. Suveranul, ca atare, nu are o formație juridică, dar prin el se generează o formă juridică, datorită faptului că suveranul stabilește condițiile în care se aplică legea. În concepția lui Schmitt, suveranul este cel care realizează și garantează ordinea. În acest scop suveranul deține  monopolul deciziei finale. Pentru Schmitt, suveranitatea nu decurge dintr-o "monopolizare a puterii prin forță" ("Gewalt- oder Herrschaftsmonopol"). Deciziile și verdictele luate într-o situație de excepție nu pot fi atacate în ceea ce privește corectitudinea lor. Astfel, pentru Schmitt suveran este acela care poate evita un război civil sau poate să îl aducă la sfârșit cu succes.
De aceea, pentru Carl Schmitt starea de excepție are caracterul unui principiu euristic: "Excepția este mai interesantă decât cazul normal. Cazul normal nu dovedește nimic, excepția este cea care dovedește totul.  Excepția nu confirmă doar regula,  de fapt regula nu există decât din cauza excepției. Prin excepție, forța vieții reale sparge tiparul unei mecanici înghețate în repetiții".

#### Reprezentare, democrație și omogeneitate
Pentru Carl Schmitt, elementul care legitimează statul modern este democrația, definită ca “o identitate între conducător și conduși, între guvernanți și guvernați, între cei care dau ordinele și cei care le execută”.
Pentru Schmitt, o democrație, ca formă de stat, necesită existența unui "popor unit din punct de vedere politic", ceea ce el numește omogeneitate. Dincolo de interesele particulare trebuie să existe o "voință generală", în sensul definit de Jean Jacques Rousseau, adică un interes general. Această substanță a unității este mai degrabă legată de sentimente decât de rațiune. Într-un sistem parlamentar, Schmitt consideră că lipsa unei omogeneități, adică a voinței tuturor membrilor parlamentului să pună interesul general înaintea celui particular, duce la imposibilitatea de acțiune politică. Astfel, o democrație nu există doar pentru că un parlament a fost ales prin metode democratice sau pentru că au loc deliberări deschise; este necesară existența unei dorințe de a găsi soluții pentru a guverna în mod eficient. Parlamentarismul în care parlamentul este incapabil să ia o acțiune este definit de Schmitt ca "fațadă falsă a democrației". Prin acest argument, Schmitt pune accentul pe partea de fond și nu pe cea formală a democrației. Consecința logică este că a apăra un asemenea sistem ineficient nu reprezintă o apărare a democrației.
Alternativa o reprezintă un președinte "suveran", care să dețină puterea supremă de decizie. Din moment ce președintele este și el ales democratic, el este un element al democrației. În condițiile din Germania, în special când din cauza incapacității parlamentului de a lua decizii, un război civil ajunsese să reprezinte un pericol real, Schmitt opta pentru un președinte suveran al Reichului. Față de un parlament divizat și ineficient, președintele ales, deține puterea legitimă pentru că el este reprezentantul unității. Pentru Schmitt, acest reprezentant al unității este suveran, deținând dreptul de decizie în stat și este "garantul constituției", adică păzitorul substanței politice a unității. Este de remarcat că Schmitt susține această soluție numai în situațiile în care parlamentul devine ineficient.

#### Dictatură, legalitate și legitimitate
Schmitt definește "dictatura" ca instrumentul prin care suveranul restabilește ordinea care a fost disturbată. O asemenea dictatură, înțeleasă în sensul inițial al termenului adoptat din sistemul Romei antice, este o dictatură care se instaurează într-o perioadă de criză.  O asemenea dictatură nu este constrânsă de niciun fel de norme de drept, deși scopul ei este tocmai instaurarea unei stări de drept. Astfel, pentru Schmitt, opoziția dintre dictatură și ideea de drept are doar un caracter relativ, nu absolut. Dictatura ar fi astfel doar un mijloc de a reveni la stabilitatea și normalitatea care sunt indispensabile pentru aplicarea și eficiența dreptului.
În studiul lucrărilor lui Schmitt este important să se aibă în permanență în vedere definiția dictaturii în sensul dreptului roman. Spre deosebire de această definiție,  Schmitt mai distinge "dictatura suverană" (souveräne Diktatur), în cadrul căreia dictatorul stabilește el însuși o situație, pe care se străduie să o mențină. Spre deosebire de primul tip de dictatură, care are menirea de a restabili constituția, Schmitt arată că dictatura suverană și constituția se exclud. Schmitt precizează: "Faptul că fiecare dictatură conține excepții de la norme, nu înseamnă că ea acceptă negarea incidentală a unei anumite norme. Dialectica internă a conceptului constă în faptul că negarea se referă tocmai la acea normă a cărei supremație urmează să fie restabilită în realitatea istorico-politică ca rezultat al dictaturii.".
Dictatura apare necesară în momentul în care intervine un "dezacord între drept și modul de aplicare a dreptului" ("Auseinandersetzung zwischen Recht und Rechtsverwirklichung"): "Între dominația normei de drept care trebuie aplicate și metoda în care această normă este aplicată poate apărea o opoziție. Din punctul de vedere al filozofiei dreptului noțiunea de dictatură apare în momentul separării normelor de drept de normele de realizare".
Este interesant de menționat că lucrarea lui Schmitt despre dictatură a fost publicată într-o perioadă în care lupta de clasă promovată de comuniști era pericolul pentru sistemul constituțional pe care Schmitt îl întrevedea. Zece ani înainte de criza sistemului Weimar, Schmitt a prevăzut posibilitatea ca sistemul să ajungă într-o situație instabilă precum și necesitatea de a concepe din vreme măsuri corective pentru ieșirea din criză. Principiile enunțate de el și-au păstrat valabilitatea, indiferent de faptul că pericolul venea de la extrema dreaptă sau de la extrema stângă.
În mod analog se ajunge, după Schmitt, și la o separare între legalitate și legitimitate. Acesta era cazul în perioada finală a republicii de la Weimar. El a arătat în 1932, că un sistem legal cu funcționalitate redusă, are tendința de a-și autodistruge propria legalitate și legitimitate.
Schmitt pornește de la noțiunea de "drept pozitiv" (din latina "ius positivum"), un concept juridic care se referă la normele de drept stabilite prin legislație. Dreptul pozitiv cuprinde tot ceea ce este scris în legi, chiar dacă prevederile respective sunt percepute ca fiind nedrepte de unele persoane sau chiar de majoritatea populației. O acțiune este legală dacă se conformează în întregime unei norme a dreptului pozitiv adică unei prevederi a legislației. Pe de altă parte, legitimitatea nu este legată direct de o normă de drept. Ea se poate baza pe principii cărora normele de drept le sunt subordonate, de exemplu dreptul la existență al statului sau rațiunea de stat. Dictatura se bazează astfel pe legitimitate. Ea nu este legată de prevederile constituției (deci de dreptul pozitiv) ci de substanța constituției, adică deciziile ei fundamentale privitoare la modul și forma de existență politică. Dictatura trebuie să se elimine prin ea însăși, deoarece ea ar trebuie să structureze realitatea astfel încât să nu mai fie necesară recurgerea la forță. Dictatorul este astfel o "putere constituită" ("pouvoir constitué"), care nu se poate opune dorinței "puterii constituante" ("pouvoir constituant").

### Viziunea lui Carl Schmitt în domeniul dreptului internațional
În domeniul dreptului internațional, tendința spre generalizare a lui Carl Schmitt este mai accentuată chiar decât în studiile sale de drept constituțional. El consideră că nu există principii universal valabile de drept constituțional, acest principii putând fi aplicate doar în cadrul unui context istoric. El reușește să definească două epoci istorice din punctul de vedere al dreptului internațional:
- epoca contemporană, care începe de la Pacea Westfalică și care este pe cale de a se sfârși;
- epoca viitoare, care nu a apărut încă, dar ale cărei elemente au început să se manifesteze (dacă se acceptă această viziune, este inevitabilă constatarea că, din momentul scrierilor sale, aceste tendințe trebuie să se fi accentuat).

Pentru înțelegerea viziunii lui Carl Schmitt, trebuie avut în vedere că viziunea lui este în esență dinamică. De aceea, noțiunile pe care le utilizează, de exemplu cea de stat sau de superspațiu, nu vor fi întâlnite ca atare în viața reală, în forma teoretică în care le definește, ci vor conține unele componente, istoric mai vechi sau mai noi, tocmai din cauza evoluției. De aceea, încercările unor cercetători de a căuta identități perfecte, între noțiunile lui Schmitt și cele reale (de pildă între superspațiile lui Schmitt și Uniunea Europeană) sunt incorecte. Ceea ce ar fi corect ar fi să se determine dacă există o coincidență în principalele trăsături definitorii.
Din punctul de vedere al dreptului internațional, Schmitt acceptă doar subiecte sau entități organizate. Astfel el lucrează cu state, cu federații (sau uniuni) și, poate în mod surprinzător, cu "partide". În expunerile sale, nu apar elemente neorganizate cum ar fi națiunile sau rasele.
În analiza conflictelor dintre aceste entități organizate, Schmitt utilizează două noțiuni de bază: războiul (Krieg) și încheierea de pace (Friedensschluss). Schmitt nu se referea însă exclusiv la conflictele armate și teoriile sale nu preconizează o inevitabilitate a războaielor armate. În realitate Schmitt înțelege prin război acel “mijlocul politic extrem" care pune în evidență distincția dintre prieten și inamic. Astfel se încadrează în conceptul de război orice formă de conflict acut, prin care una din părți încearcă să-și impună punctul de vedere asupra celeilalte, utilizând orice mijloace de constrângere pe care le are la îndemână, atât forța armată cât și acțiuni de ordin economic, diplomatic sau de altă natură. Aceasta rezultă din analiza pe care Schmitt o face situației din Europa în prima jumătate a secolului XX, în care arată că din punctul de vedere al teoriei sale, primul război nu s-a terminat prin tratatul de pace de la Versailles, ci a continuat, chiar dacă nu printr-un conflict armat, prin măsuri economice (ocuparea Renaniei) sau măsuri diplomatice (în cadrul Ligii Națiunilor
Similar el nu vorbește despre "tratat de pace" ("Friedensvertrag") ci despre "încheiere de pace" ("Friedensschluss"), diferența fiind că o încheiere de pace este doar acea înțelegere care duce la o pace stabilă, cel puțin pentru o perioadă de timp relativ importantă. Astfel, de exemplu, dacă se acceptă viziunea lui Schmitt, tratatele de pace prin care se încheiau toate campaniile din perioada Napoleoneană nu consfințeau o stare de echilibru, încheierea de pace a acelei perioade fiind Congresul de la Viena.

#### Ordinea lumii după Pacea Westfalică
Omogenietatea, care pentru Schmitt constituie esența democrației, presupune totdeauna existența unei heterogeneități la un nivel superior. Unitatea există numai ca o delimitare în cadrul unei multitudini. În consecință, orice popor organizat democratic se poate realiza exclusiv în opoziție cu alte popoare. Conform acestei concepții există totdeauna un "plurivers“ de popoare și state diferite. Ca și pentru dreptul de stat național, Schmitt presupune și pentru dreptul internațional existența unei ordini concrete. De la Pacea Westfalică din 1648 această ordine concretă o constituie ordinea internațională a statelor. Această ordine garanta existența unui anumite ordini în dreptul internațional.
O ordine internațională stabilită la un moment dat, nu este veșnică; la anumite perioade de timp, apar noi condiții care impun realizarea unei noi ordini. După Schmitt, în istorie asemenea ordini au fost totdeauna stabilite prin războaie ale unor "state suverane", care încercau să impună ideea lor politică de "factor de ordine" prin războiul cu un adversar. Abia în momentul în care cererile de ordine se loveau de o barieră, se putea ajunge la un tratat de pace care crea un plurivers stabil, deci o "ordine internațională". Schmitt afirma "Rațiunea oricărui război care nu este irațional constă în faptul că trebuie să ducă la un tratat de pace." Pentru a se putea ajunge la o "ordine de drept internațional" ("internationale Rechtsordnung") eficientă trebuie să existe o împărțire a spațiului care este considerată "normală" în momentul respectiv.
Din cauza deosebirilor lor politice, atâta vreme cât nu există o ordine globală, diferitele entități care trăiesc în același spațiu sunt totdeauna inamici potențiali pentru celelalte entități. Această precizare este importantă, deoarece ea arată că, deși s-a ocupat mult de problemele războaielor, Schmitt concepea, cel puțin în mod teoretic, posibilitatea unei situații de echilibru stabil, de ordine globală, în care nu mai este inevitabilă recurgerea la războaie pentru schimbarea ordinii. Cât timp însă există războaie, Schmitt consideră deosebit de importantă menținerea unei limitări a conceptului de antagonism, limitare care mai lasă loc pentru o "idee a dreptului" ("Idee des Rechts"). Aici este necesară și definirea "modului de a duce un război" ("Hegung des Krieges"). Pentru Schmitt "minimul etic al ideii de drept" ("Das ethische Minimum der Rechtsidee") este principiul de "reciprocitate" ("Gegenseitigkeit"), care nu ar trebui să dispară niciodată în cazul unui război. Conform acestui principiu, orice beligerant trebuie să-i recunoască inamicului aceleași drepturi cu cele a căror recunoaștere o pretinde pentru el însuși.
Contextul istoric în care Schmitt și-a început activitatea a fost perioada interbelică în care noțiunea clasică de suveranitate a țărilor europene se erodase și au apărut sisteme descentralizate de conflict între state, clase și partide. Situația Germaniei după înfrângerea în primul război mondial și conflictele interne care se apropiau de un război civil reprezentau pentru el manifestări extreme ale crizei formei de stat. Încercând să analizeze această situație, Schmitt a elaborat o teorie legală și politică structurată pe situațiile excepționale ale epocii moderne, de la războaiele religioase, la revoluțiile și contrarevoluțiile secolului al XIX-lea. Într-o perioadă în care mulți ideologi discutau despre nedreptățile păcii de la Versailles și căutau să justifice acțiuni revanșarde, Carl Schmitt se referea la o criză sistemică, pe care o acțiune revanșardă nu ar fi putut în niciun caz să o rezolve.
Ideea că o pace nu este posibilă decât în urma unui război, deoarece un tratat de pace real este singurul mod în care se poate ajunge la o ordine concretă a fost formulată de Schmitt în legătură cu analiza rezultatelor primului război mondial. Pe baza acestei constatări Schmitt a formulat antiteza dintre "pace și pacifism" ("Frieden oder Pazifismus"). El considera tratatul de pace de la Versailles din 1920 și înființarea Ligii Națiunilor ca un exemplu de tratat care nu a creat o nouă ordine. Pentru Schmitt, Liga Națiunilor nu ar fi făcut altceva decât să continue războiul cu alte mijloace.. În mod concret, Schmitt se gândea la ocuparea provinciei Ruhr și a Renaniei de către trupele franceze și belgiene în ianuarie 1923. Într-un conflict referitor la mărimea reparațiilor de război pe care Germania trebuia să le plătească, ambele țări reacționaseră ocupând zona Ruhr și cele mai importante centre comerciale ale Germaniei. Ele își justificau acțiunea prin principiul "sanctității tratatelor"
Lui Schmitt, aceasta i se părea o încercare de mascare, prin pretexte ideologice, a unei politici energice de promovare a unor interese . Schmitt vedea într-o asemenea justificare juridică a politicii, care nu satisfăcea decât cerințele statelor puternice, principalul pericol pentru pace. După părerea sa, ceea ce se întâmpla era o formă nerecunoscută de a continua un războiu discriminator. În orice caz, o asemenea pace "nereală" nu dusese la o nouă ordine ci la o ordine aparentă, în spatele căreia scopurile politice se schimbau. Schmitt era un adversar convins al Ligii Națiunilor, afirmând; "De altfel, Ligii Națiunilor îi lipsește orice fel de gândire constructivă, orice substanță. … Liga Națiunilor de la Geneva și-a modificat de repetate ori conținutul politic. Menținându-și aceeași etichetă, de la înființare până în 1936, instituția și-a modificat de cel puțin șase ori structura politică și ca atare și funcțiunea în privința dreptului internațional."
Schmitt critica suveranitatea precară a statului german în ordinea internațională postbelică. Atât tratatul de la Versailles și Liga Națiunilor erau încercări de a îngheța din punct de vedere legal situația de la sfârșitul războiului, supunând Germania la un sistem de supraveghere fiscală și militară de către "comunitatea internațională". Schmitt susținea că această degradare a principiului suveranității în dreptul internațional public ducea la anomalii în conceptul de război. Anterior, războiul era conceput ca un instrument legitim de a rezolva disputele între state. Acest concept clasic de simetrie era înlocuit cu un standard discriminator, conform căruia o desfășurare de forțe militare era prezentată ca o acțiune autorizată de poliție internațională pentru una din părți, dar ca o violare potențială a obligațiilor asumate prin tratate internaționale pentru cealaltă. A rezultat o nouă ordine internațională în cadrul căreia marile puteri rămase își păstrau în întregime  prerogativele, pe când statele învinse făceau obiectul unor intervenții destabilizatoare a suveranității lor nominale, sub formă de sancțiuni, de embargouri, de supraveghere internațională a datoriei externe și de intervenții punitive pentru neconformare. Drept consecință, începe să dispară deosebirea anterioară dintre război și pace, dintre soldați și ne-combatanți, dintre beligeranți iar ordinea internațională rezultată reflectă din ce în ce mai mult modul controversat în care toți acești  termeni sunt utilizați.
Schmitt mai susținea că, după primul război mondial, a devenit evident un sistem mondial al cărui centru se muta de partea cealaltă a Atlanticului. Statele Unite își exercitau autoritatea de a lua decizii de natură geopolitică cu privire la Europa prin calitatea lor de creditor de putere. Schmitt susținea că țările europene vor trebui să formeze o uniune federală pentru a amplifica abilitatea lor de a determina situația economică și a decide cu privire la orientarea geo-politică.

#### Nomosul terestru

Coperta volumului “Nomosul terestru”

Schmitt își pune problema ordinii care va trebui să apară, după dispariția ordinii stabilite prin pacea Westfalică. Pentru el, este clar că nu va putea exista o ordine mondială unică. Eliminarea statelor din ordinea internațională nu ar trebuie să ducă la un universalism. Pentru Schmitt, soluția constă într-o lume de superspații în care să există o interdicție de intervenție din partea altor superputeri.
El concepe un nou "nomos terestru". Noțiunea de "nomos" (din greacă νόμος - lege) este utilizată în sensul sociologic pe care i l-a dat mai târziu Peter L. Berger, anume de structură socială care definește relațiile dintre individ și societate. După Berger, un "nomos" social trebuie înțeles ca "o pavăză împotriva terorii". Cu alte cuvinte, cea mai importantă funcțiune a societății o reprezintă "nomizarea". Avem cu toții nevoie de un nomos care să definească structura socială: el ne asigură stabilitatea, previzibilitatea și un cadru de referință în care să trăim. Alternativa o constituie haosul și teroarea, într-un mediu pe care Berger îl numește "anomie". Nomos-ul terestru al lui Carl Schmitt este o ordine valabilă pe întreg globul care, în mod analog cu deciziile suverane, creează condițiile de normalitate necesare pentru îndeplinirea dreptului. Astfel, nomosul terestru constituie o premisă pentru orice legalitate a dreptului internațional. Pentru Schmitt, un drept internațional eficient trebuie să se bazeze pe o asemenea ordine concretă și niciodată doar pe tratate sau convenții. De îndată ce chiar un singur element ar pune ordinea generală la îndoială, întreaga ordine este periclitată.
Pentru Schmitt, primul nomos a fost local și se referea exclusiv la continentul european. Aceasta nu exclude existența altor nomosuri în alte zone ale lumii. După deschiderea drumului spre extremul orient și descoperirea Americii, nomos-ul a devenit global, extinzându-se la întreg globul. Apare necesar un "nou nomos terestru" care, din punctul de vedere al lui Schmitt nu a fost încă creat. Schmitt întrevede, în principiu, trei posibilități de realizare a unui asemenea nomos pentru întreg globul:
- existența unei singur puteri dominante care le supune pe toate celelalte; această variantă este respinsă de Schmitt ca irațională din punctul de vedere al dreptului, deoarece presupune o impunere a legii și nu o acceptare a ei de către mai multe entități;
- reînvierea nomosului anterior în care statele suverane se acceptă reciproc; Schmitt consideră această posibilitate cu totul improbabilă;
- spațiul devine un nou tip de plurivers cuprinzând un număr redus de "superspații". Atingerea acestui stadiu ar fi un război global, deoarece numai o asemenea confruntare ar putea duce la un nou nomos. Este totuși de avut în vedere că, în momentul în care vorbește de război, Schmitt nu are în vedere exclusiv conflictele armate și și alte mijloace de confruntare a puterilor aflate în opoziție. Aceasta este structura pe care Schmitt o întrevede pentru viitor.

Schmitt prognozează o dispariție a organizațiilor statale. În dispariția ordinii statelor suverane, Schmitt vede următorii factori: întâi dispar statele și apar subiecte noi de drept internațional. În al doilea rând războiul devine "ubicuu" adică omniprezent și permanent disponibil, și astfel și-ar fi pierdut caracterul convențional și limitat. Cum Schmitt constată apusul acestei ordini a statelor, se ridică întrebarea care sunt noile subiecte de drept internațional care ar putea garanta o nouă ordine internațională.
După Schmitt, în locul statelor apar "superspații" ("Großräume"). Principalele motive pentru crearea unor asemenea superspații sunt dezvoltarea economică și cerințele transnaționale pentru transporturi și telecomunicații care ridică probleme ce nu mai pot fi soluționate la nivel național. Schmitt nu introduce noțiunea de globalizare dar se apropie de ea.
Superspațiile sunt caracterizate prin interzicerea intervenției unor puteri din afara spațiului. Astfel apar noi subiecte de drept. Un prim asemenea superspațiu a apărut odată cu doctrina Monroe în 1823. Statele Unite ale Americii nu ar mai reprezenta, începând de la emiterea doctrinei Monroe, un stat obișnuit, ci ar constitui o putere conducătoare, a cărei idee politică s-ar răsfrânge asupra întregii emisfere vestice. Acest exemplu al unui prin superspațiu prezintă interes pentru a înțelege conceptul lui Schmitt. Doctrina Monroe a fost lansată înainte de revoluția industrială și de dezvoltarea economică determinată de aceasta. Dar, din punct de vedere juridic, apare pentru prima oară ideea de delimitare a unui spațiu în care se interzice intervenția puterilor din alte spații. S-ar ajunge astfel la împărțirea globului în diferite superspații având o substanță istorică, economică și culturală comună. În locul unui "plurivers" de state, Schmitt prevede existența unui "plurivers de superspații". Schmitt caută să definească structura superspațiilor, pentru aceasta fiind în general aplicabile principiile pe care le emisese anterior asupra uniunilor sau federațiilor.
În legătură cu procesul de integrare europeană, s-a pus întrebarea dacă teoria superspațiilor a lui Carl Schmitt sau cea a dreptului constituțional al Uniunilor ar putea fi considerate ca conceptului de uniune europeană. Astfel, s-a arătat că motivele indicate de Schmitt pentru crearea superspațiilor - cerințe transnaționale pentru căi de comunicații și telecomunicații, dependențele economice dintre diferitele economii naționale - au jucat un rol important în crearea Uniunii Europene. De asemenea, descrierea lui Schmitt a superspațiului ca o unitate care din punct de vedere juridic care păstrează elemente factice și juridice ale statului, este corectă pentru Uniunea Europeană. Unii cercetători au respins ideea că Uniunea Europeană ar reprezenta un superspațiu conform definiției lui Carl Schmitt. Spre deosebire de imaginea lui Carl Schmitt, Europa nu ar fi un spațiu în care economia, tehnica și administrația s-ar supune unui primat supranațional. De asemenea, statul nu ar deveni inutil în cadrul procesului de integrare europeană ci ar constitui o precondiție esențială a integrării. Critica lui Alexander Proelß a fost elaborată mai puțin pentru a-l combate pe Carl Schmitt și mai mult pentru a-l contrazice pe John Laughland, care, fiind eurosceptic, atacase principiile pe care se baza Uniunea Europeană. Încercarea de a delimita Uniunea Europeană (în care Germania era prezentată ca fiind locomotiva economică) de ideea național-socialistă a unei Europe dominate de Germania, era neinspirată, deoarece John Laughland nu făcuse o asemenea analogie în lucrarea sa, însă a fost ridicată ulterior, în disputele dintre Germania și Polonia cu privire la drepturile de vot.
Majoritatea specialiștilor susțin însă ipoteza că Uniunea Europeană ar constitui tocmai un caz model a teoriei expuse de Schmitt în "Verfassungslehre des Bundes" . Schmitt se ocupase de cele două tipuri tradiționale de organizații statale de natură federală și anumite "Statul Federal" sau "Federația statelor". Constatând că niciuna din cele două forme nu era pe deplin satisfăcătoare, Schmitt a adăugat o a treia formă: o uniune neconsolidată de state. Această categorie permite mai bine o descriere a unei structuri multistatale în evoluție, ca Uniunea Europeană. După Carl Schmitt esența unei uniuni federale o reprezintă conflictul nerezolvat dintre uniune (ca centru al unei uniuni de durată a unor state) și statele membre. Uniunea ar trăi printr-o juxtapunere a două existențe politice la fel de îndreptățire și prin neclaritățile referitoare la problema suveranității. Unitățile organizate într-o uniune ar putea chiar să cuprindă unități care se bazează pe principii care se exclud reciproc, în măsura în care este posibilă evitarea unor conflicte care să pericliteze existența uniunii. Un exemplu în acesta sens îl poate constitui, în lumea contemporană, uniunea dintre China și Hong Kong care a avut loc după moartea lui Schmitt. Asemenea caracteristici ar putea fi observate și la Uniunea Europeană, de exemplu, în natura juridică relativ neclară a Uniunii Europene și în lipsa unei definiții juridice concluzive a noțiunii supranaționalitate în perioada  de început a integrării. Din deciziile Curții de Justiție Europene s-au cristalizat trei elemente: supranaționalitatea procesului decizional, supranaționalitatea normativă și înzestrarea Uniunii cu competențe proprii de legiferare. Totuși mai există dispute cu privire la aceste elemente. S-a elaborat o strategie de evitare a conflictelor, care ar trebui să asigure existența Uniunii în pofida unor poziții extrem de divergente (de exemplu cele cu privire la constituția europeană). De aceea, specialistul în drept european Hans-Peter Folz arată: În concluzie putem stabili că, în toate elementele ei supranaționale importante, Uniunea este marcată de conflictele dintre Uniune și statele componente. Modelul de Uniune conceput de Schmitt este perfect aplicabil la Uniunea Europeană și raportul dintre Uniune și statele membre este descris perfect. 

#### Conflictele în noua ordine a lumii
În același timp, după analiza lui Schmitt, statele își pierd monopolul de a declara și a conduce războaie: "dreptul de a face război" ("ius ad bellum") dispare. De altfel, în noua ordine a lumii conflictele armate clasice nu mai au sens. Schmitt nu discută modul de rezolvare a conflictelor între superspații, dar după definiția lui, superspațiile nu reprezintă state mai mari, ci entități diferite. Astfel, raționamentul lui Schmitt care susține inevitabilitatea războaielor dintre state, nu se mai aplică la superspații. Schmitt nu analizează însă problema unor asemenea conflicte și nu specifică dacă în noul nomos, ele dispar din cauza stabilității mai mari a sistemului sau pentru alte motive, de exemplu, pentru că ar avea efecte distructive excesive.
După Schmitt însă apar noi tipuri de războaie, datorite apariției a noi combatanți nestatali ca participanți la războaie. În centrul acestei noi forme de a conduce războiul, Schmitt întrevede oameni care se identifică "total" cu obiectivele grupelor lor și de aceea nu au niciun fel de rețineri în atingerea obiectivelor lor, oameni care nu au nicio reținere în a sacrifica persoane care nu iau parte la conflict și persoane nevinovate, fiind dispuși chiar să se autosacrifice. Se ajunge la sfera conflictelor "totale" și astfel în domeniul "dușmăniei absolute". Este vorba despre cei pe care Schmitt îi numește "partizani", care conform etimologiei latine a cuvântului înseamnă "susținători ai unui partid". După Schmitt, acești partizani ar avea patru trăsături esențiale:
- caracterul de combatanți neregulați; partizanul nu mai poate fi distins ca inamic, similar trupelor regulate, el nu poartă uniformă;
- puternica angajare politică, ceea ce îl distinge de "pirat" (un combatant de asemenea neregulat, dar care este motivat doar de câștig). Partizanul se luptă în primul rând pentru scopuri politice, cu care el se identifică în mod nemijlocit;
- marea “mobilitate” a partizanului, care decurge tocmai din calitatea sa de combatant "neregulat".  Spre deosebire de armatele existente, el poate ataca rapid și neașteptat și se poate retrage cu aceeași repeziciune. El nu acționează într-un sistem centralizat cu subordonări ierarhice, ci în rețele descentralizate;
- un "caracter teluric" prin care Schmitt înțelege o legătură cu anumite locuri, de care el se simte legat și pe care le apără. Partizanul legat de un loc duce în primul rând un război de apărare. Schmitt arată că, acest caracter dispare în timp. Partizanul începe să devină "instrumentul unei centrale puternice care urmărește scopuri politice globale; această centrală îl lansează în operații deschise sau acoperite și, în funcție de situație, îl poate determina să-și înceteze activitatea."

Schmitt face o diferență între următoarele forme de ostilitate sau război: "ostilitatea convențională", "ostilitatea reală" și "ostilitatea absolută".
- "Războiul convențional" este un "război reglementat" de anumite reguli, de dreptul conflictelor armate (ius in bello). În cadrul unui asemenea conflict, războiul este dus exclusiv de state și de forțele lor armate regulate. Pe acest principiu se bazează, după Schmitt, cele patru convenții de la Geneva, deoarece ele au la bază existența unor organizații statale suverane. Schmitt consideră aceste convenții o "operă a umanității". Totuși, în același timp el atrage atenția că aceste convenții pornesc de la o "'realitate" care nu mai există ca atare. De aceea, aceste convenții nu-și mai pot îndeplini rolul, de a face posibilă o reglementare a modului în care se duce războiul. Odată ce dispar condițiile care au determinat elaborarea acestor norme, rolul lor prescriptiv dispare și el.
- "Războiul real" este un război neconvențional care se duce într-o anumită zonă limitată în mod geografic. Războiul din Vietnam s-ar putea înscrie în această categorie.
- "Războiul absolut" sau "războiul total" este cel la care se ajunge, în mod paradoxal, în cazurile în care o parte beligerantă urmărește binele sau chiar salvarea întregii omeniri, deoarece prin aceasta își desemnează adversarul ca pe un inamic al întregii omeniri. Dacă în războaiele convenționale, Schmitt vorbește de state, în cazul războaielor totale el vorbește de partide.

Încheierea unei înțelegeri de pace este posibilă numai într-un conflict cu un adversar care acceptă noțiunea de ordine, nu cu un "inamic absolut" ("absoluter Feind") care urmărește distrugerea adversarului Pe când inamicul convențional pune la îndoială doar un anumit aspect al ordinii existente, dar se menține într-un cadru dat, care rămâne acceptat de toate părțile, "inamicul real" pune la îndoială acest cadru însuși, pe care încearcă să-l modifice într-o anumită zonă geografică.  În momentul în care partizanul nu mai este legat de un anumit teritoriu se creează forma de dușmănie absolută (absolute Feindschaft), care  marchează trecerea la un "război total" ("Totaler Krieg"). Schmitt consideră că, la nivel mondial, trecerea de la partizanul autohton la partizanul agresiv  începe din punct de vedere istoric cu Lenin. În noile războaie, care sunt impregnate de "dușmănia absolută" a partizanilor, nu mai este vorba despre cucerirea unor teritorii, ci despre distrugerea unei forme de existență din cauza aparentei sale lipse de valoare.
Schmitt consideră că primul tip de dușmănie are un caracter contingent (prin faptul că este determinată de stabilirea unor frontiere sau zone de influență iar "războaiele se duc în mod paritar" ("paritätisch geführter Krieg"), pe baza unui principiu al reciprocității. Noul tip de dușmănie are un caracter ontologic sau intrinsec , iar noul tip de "război este dus în mod discriminatoriu" ("diskriminierend geführten Krieg"). În cadrul unui asemenea război, dispare caracterul de reciprocitate și inamicul este identificat pe baza unor definiții a dreptății și nedreptății. Într-un asemenea conflict total, se părăsește "sfera politicului" ("Sphäre des Politischen") – în care diferențele sunt negociabile  - și se întră în "sfera teologiei" ("Sphäre des Theologischen") sau a ideologiei, în care nu se poate ajunge la o înțelegere prin negociere.  Cu un asemenea inamic nu mai sunt posibile nici ducerea unui război convențional, nici încheierea unei înțelegeri de pace. Conceptul de inamic, într-un conflict politic este un concept limitat prin “ideea de drept” (Idee des Rechts). Dar tocmai lipsa unei determinări etice a obiectivului războiului este cea care face imposibilă reglementarea războiului, deoarece postulatele etice, care nu sunt negociabile din principiu, țin de "sfera teologiei".
Pentru Schmitt, diferența totală dintre cele două războaie duce la concluzia că ele trebuie conduse în mod diferit. Reglementările existente pentru un război convențional (cum sunt de pildă convențiile de la Geneva, care fac o distincție clară între combatanți și populația civilă) își pierd valabilitatea în cazul unui război total, din moment ce diferențierea clară între cele două grupuri dispare.
Teoria despre generalizarea războiului de partizani a fost publicată de Carl Schmitt în 1963, înainte de războiul din Vietnam. La vremea publicării ea nu a generat foarte mult interes. Totuși, la 40 de ani după publicare ea apare ca a o previziune perfectă a conflictelor armate și a războiului antiterorist de la începutul secolului XIX și poate mai corectă decât multe analize contemporane, partizanul lui Schmitt identificându-se perfect cu teroristul de astăzi.

## Influența lui Carl Schmitt
Schmitt este considerat unul din cei mai importanți gânditori politici din a doua jumătate a secolului XX, fiind supranumit "Machiavelli al contemporaneității". Un pasaj din notele din închisoare ale lui Antonio Gramsci despre  Machiavelli ne transmite o lecție sub forma unui criteriu metodologic pentru o teorie politică al cărei scop îl constituie interpretarea și schimbarea lumii. "Poziția în care Machiavelli se găsea din punct de vedere politic este repetată azi din punctul de vedere al filozofiei activității practice… de a dezvolta o teorie și o tehnică a politicii… care poate fi utilizată de ambele părți care participă la o controversă."
Deși reputația sa a avut de suferit de pe urma relației sale cu regimul național-socialist, Carl Schmitt a avut o influență colosală asupra gândirii politice europene și nord-americane, lucrările sale fiind traduse după 1945 în majoritatea limbilor europene.
Din cauza activității sale din perioada celui de al treilea Reich, Schmitt a fost izolat din punct de vedere academic și publicistic. Alături de Ernst Jünger, Arnold Gehlen, Hans Freyer și Martin Heidegger, Schmitt a fost considerat ca un deschizător de drumuri și un sprijin al regimului național socialist. Totuși, el a avut numeroși studenți, care și-au lăsat amprenta asupra gândirii juridice din primii ani ai Republicii Federale Germania, chiar dacă unii colaboraseră și ei cu regimul anterior. Dintre aceștia pot fi menționați în special Ernst Rudolf Huber, Ernst Forsthoff, Werner Weber, Roman Schnur, Ernst Friesenhahn și Hans Barion . Cu ocazia împlinirii a 70 și 80 de ani, acești studenți au editat câte o publicație festivă, în care își declarau deschis admirația pentru profesorul lor.. Alte persoane cunoscute care fuseseră studenții lui Schmitt au fost Rüdiger Altmann, care a ocupat mai târziu funcția de consilier al cancelarului RFG și influentul publicist Johannes Gross. Juriști mai tineri, specialiști în drept constituțional ca Ernst-Wolfgang Böckenförde sau Josef Isensee au fost de asemenea influențați de Carl Schmitt și se urmează modul de său gândire, care este uneori denumit "Școala lui Schmitt". Astfel se citează adesea fraza lui Böckenfördes, care este similară modului de exprimare a lui Schmitt, că "statul există pe baza unor premise pe care nici el însuși nu le poate garanta" . Dirk van Laak consideră că "Ernst-Wolfgang Böckenförde este în prezent cel mai eminent jurist din cercul imediat al lui Schmitt, care nu s-a ocupat doar de teme izolate, ci a abordat sistematic întregul orizont de probleme atacate de Schmitt. [...] În această privință el poate fi considerat urmașul legitim al lui Schmitt"
Schmitt a avut, însă, și o mare influență asupra altor discipline. În domeniul științelor istorice, influența lui Schmitt este vizibilă în lucrări ca "Kritik und Krise" (“Critică și criză) de Reinhart Koselleck sau "Die Entstehung des Politischen bei den Griechen" ("Geneza gândirii politice la greci") Christian Meier. În domeniul filozofiei, elemente ale gândirii lui Schmitt se regăsesc în lucrări ca  "Individuum und Gewaltenteilung" ("Individul și separarea puterilor în stat") de Odo Marquard, "Der Streit um Worte: Sprache und Politik" ("Cearta despre vorbe: vorbire și politică") de Hermann Lübbe und "Introduction à la lecture de Hegel" ("Introducere la lectura lui Hegel") de Alexandre Kojève. De asemenea, în lucrarea sa "Legitimität der Neuzeit" (“Legitimitatea contemporaneității”) Hans Blumenberg s-a referit, în parte admirativ, în parte critic la lucrările lui Schmitt  În domeniul teologiei, trebuie menționată în mod deosebit legătura dintre "Abendländische Eschatologie" (“Escatologie occidentală”) a lui Jacob Taube  și "Teologia politică" a lui Schmitts .
Influența lui Carl Schmitt asupra stângii politice a fost amplu dezbătută. Teoreticieni de orientare marxistă ca Michael Hardt, Antonio Negri, Giorgio Agamben, Chantal Mouffe și Gopal Balakrishnan utilizează în mod repetat noțiuni și concepte de drept internațional introduse de Carl Schmitt, care reiau recepția pozitivă a acestora de către teoreticienii de stânga din Germania anilor 1920 ca Fraenkel, Kirchheimer und Neumann. Ei explică evenimente contemporane, cum este de exemplu războiul din Iraq prin prisma teoriilor lui Schmitt. În sfârșit mai sunt de discutat lucrările lui Giorgio Agamben și Michel Foucault care se bazează pe elemente din tratatele lui Carl Schmitt, în special pe teoria lui a stării de excepție. Alte exemple care reiau în diferite forme argumentarea lui Schmitt sunt lucrările "Clash of Civilizations" ("Ciocnirea civilizațiilor"’’) a lui Samuel P. Huntington sau Empire – Die neue Weltordnung ("Empire – Noua ordine mondială")  a lui Michael Hardt și Antonio Negri. De asemenea, teoriile recente ale lui Herfried Münkler despre "războaiele asimetrice" sunt și ele legate de tezele lui Carl Schmitt. Agamben arată că prizonierii de la baza din Guantanamo sunt combatanți "în afara ordinii internaționale a lumii civilizate", concept similar cu cel introdus de Schmitt. În volumul său "Politiques de l'amitié" ("Politicile prieteniei") Jacques Derrida scotea în evidență necesitatea de a reconsidera opera lui Schmitt. El arată că există afinități între Schmitt și unii gânditori, cum sunt Leo Strauss și Walter Benjamin, de care aceștia nici nu-și dau seama..
În America și în oarecare măsură în Regatul Unit, au avut loc discuții de interpretare a dreptului constituțional, luând în considerare echilibrul precar dintre interese contrare ca securitatea națională și drepturile civile. Chiar dacă se menționează rareori numele lui Carl Schmitt în acest context și chiar dacă experții în politică publică nu-și dau totdeauna  seama de consecințele lucrărilor sale, problemele pe care le ridică, atât la nivel teoretic cât și la nivel practic despre formularea liberală și pluralistă a noțiunii de stat sunt prezente și pot fi greu ignorate. Astfel, într-o intervenție recentă a lui Sanford Levinson, profesor de drept la Universitatea din Texas, a legat problema autorității prezidențiale în Statele Unite direct de definiția lui Schmitt a suveraneității. Referința lui Levinson este vădit forțată și reprezintă o extindere a unor idei pe care Schmitt nu le-a sugerat niciodată.
Numeroase studii au fost publicate analizând viața și opera lui Carl Schmitt. Dintre acestea trebuie menționat în mod deosebit cel al lui Jan-Werner Müller, care încearcă întâi să definească situația politică din perioada în care Schmitt și-a elaborat lucrările, pentru a prezenta apoi modul în care conceptele sale au fost transplantate în perioada de la începutul secolului al XIX-lea. Müller arată că studiul lucrărilor lui Schmitt ne amintesc că liberalismul politic și democrația parlamentară au numeroase imperfecțiuni și de aceea ele pot fi utile doar în măsura în care nu se exclud din discuție  limitările lor.

## Concluzii
Indiferent de distanța istorică și politică față de Carl Schmitt, scrierile sale continuă să ridice probleme importante pentru orice discuție a liberalismului și a democrației parlamentare, în special într-o perioadă în care, atât în Statele Unite cât și în Uniunea Europeană, apar modificări considerabile în interpretarea dreptului constituțional. Astfel, de exemplu, elaborarea și respingerea Constituției Europene au redeschis dezbaterile despre legitimitatea politică, despre suveranitatea popoarelor și locul legii în cadrul societății civile.
Aprecierea postumă a lui Carl Schmitt și a operei sale este extrem de controversată, și depinde de poziția celor care fac analiza. În general, se pot identifica trei tendințe în aprecierile cercetătorilor care s-au ocupat de el:
- există cei care îl atacă din cauza legăturilor sale cu național-socialismul și caută să demonstreze lipsa de valoare a lucrărilor sale;
- există cei care îl apără pentru convingătoarele critici ale liberalismului și care consideră că nu a fost niciodată un adevărat național-socialist;
- în sfârșit, există cei care îl consideră un specialist în teologia politică și un ontolog, care s-a ocupat de situațiile extreme și fundamentale ale politicii.

Studii mai recente elaborate de Universitatea din Chicago, consideră că niciuna din aceste orientări nu permite o evaluare cuprinzătoare a operei sale și o înțelegere a orientării sale politice. În studierea lui Carl Schmitt este important să se țină seama de contextul în care el și-a elaborat lucrările, înțelegerea lor în afara acestui context fiind imposibilă.  După autorii acestui studiu, există trei motive importante pentru aceasta:
a)	Scrierile lui Schmitt se înscriu într-o formație politico-intelectuală care a încetat să mai fie inteligibilă în perioada de după cel de al doilea război mondial și care nu se mai încadrează în matricea de gândire academică ce s-a dezvoltat în anii de după război: 
b)	există numeroase schimbări bruște de direcție în relațiile sale cu Republica de la Weimar, cu Biserica Catolică, cu național-socialismul și cu alte entități care fac imposibilă o clasificare clară a convingerilor sale politice;
c)	este greu de evaluat semnificația adeziunii sale la național socialism în cadrul evoluției generale a gândirii sale: în ce măsură se încadrează în această evoluție și în ce măsură reprezintă un episod aberant.
Indiferent de faptul că este apreciat sau combătut, fie în parte sau în întregime, gândirea sa politică nu este neglijabilă: ea a fost și continuă să fie analizată și în prezent iar influența ei a fost importantă. Ceea ce este pe de o parte surprinzător iar pe de altă parte de necontestat este că ideile lui Schmitt apar din ce în ce mai actuale.

## Opere
- Über Schuld und Schuldarten. Eine terminologische Untersuchung, 1910
- Gesetz und Urteil. Eine Untersuchung zum Problem der Rechtspraxis, 1912
- Schattenrisse (veröffentlicht unter dem Pseudonym ‚Johannes Negelinus, mox Doctor‘, in Zusammenarbeit mit Dr. Fritz Eisler), 1913
- Der Wert des Staates und die Bedeutung des Einzelnen, 1914
- Theodor Däublers ‚Nordlicht‘: Drei Studien über die Elemente, den Geist und die Aktualität des Werkes, 1916
- Die Buribunken, in: Summa 1/1917/18, 89 ff.
- Politische Romantik, 1919
- Die Diktatur. Von den Anfängen des modernen Souveränitätsgedankens bis zum proletarischen Klassenkampf, 1921
- Politische Theologie. Vier Kapitel zur Lehre von der Souveränität, 1922
- Die geistesgeschichtliche Lage des heutigen Parlamentarismus, 1923
- Römischer Katholizismus und politische Form, 1923
- Die Rheinlande als Objekt internationaler Politik, 1925
- Die Kernfrage des Völkerbundes, 1926
- Der Begriff des Politischen, in: Archiv für Sozialwissenschaften und Sozialpolitik 58/1927, 1 ff.
- Volksentscheid und Volksbegehren. Ein Beitrag zur Auslegung der Weimarer Verfassung und zur Lehre von der unmittelbaren Demokratie, 1927
- Verfassungslehre, 1928
- Hugo Preuß. Sein Staatsbegriff und seine Stellung in der dt. Rechtslehre, 1930
- Der Völkerbund und das politische Problem der Friedenssicherung, 1930, 2. erw. Aufl. 1934;
- Der Hüter der Verfassung, 1931
- Der Begriff des Politischen, 1932 (Erweiterung des Aufsatzes von 1927)
- Legalität und Legitimität, 1932
- Staat, Bewegung, Volk. Die Dreigliederung der politischen Einheit, 1933
- Das Reichsstatthaltergesetz, 1933
- Staatsgefüge und Zusammenbruch des Zweiten Reiches. Der Sieg des Bürgers über den Soldaten, 1934
- Über die drei Arten des rechtswissenschaftlichen Denkens, 1934
- Der Leviathan in der Staatslehre des Thomas Hobbes, 1938
- Die Wendung zum diskriminierenden Kriegsbegriff, 1938
- Völkerrechtliche Großraumordnung und Interventionsverbot für raumfremde Mächte. Ein Beitrag zum Reichsbegriff im Völkerrecht, 1939
- Positionen und Begriffe im Kampf mit Weimar – Genf – Versailles 1923–1939, 1940 (Culegere de articole)
- Land und Meer. Eine weltgeschichtliche Betrachtung, 1942
- Der Nomos der Erde im Völkerrecht des Jus Publicum Europaeum, 1950
- Donoso Cortes in gesamteuropäischer Interpretation, 1950
- Ex captivitate salus. Erinnerungen der Zeit 1945/47, 1950
- Die Lage der europäischen Rechtswissenschaft, 1950
- Gespräch über die Macht und den Zugang zum Machthaber, 1954
- Hamlet oder Hekuba. Der Einbruch der Zeit in das Spiel, 1956
- Verfassungsrechtliche Aufsätze aus den Jahren 1924–1954, 1958 (Aufsatzsammlung)
- Theorie des Partisanen. Zwischenbemerkung zum Begriff des Politischen, 1963
- Politische Theologie II. Die Legende von der Erledigung jeder Politischen Theologie, 1970
- Glossarium. Aufzeichnungen der Jahre 1947-1951 - editat de Eberhard Freiherr von Medem, 1991 (postum)
- Das internationale Verbrechen des Angriffskrieges - editat de Helmut Quaritsch, 1993 (postum)
- Staat – Großraum – Nomos - Editat de Günter Maschke, 1995 (postum)
- Frieden oder Pazifismus? - Editat de Günter Maschke, 2005 (postum)
- Carl Schmitt: Tagebücher - Editat de von Ernst Hüsmert, 2003. (postum)

## Cronologie
- 11 iulie 1888 — Carl Schmitt se naște la Plettenberg, Germania.
- 1915 — După studii de teoria statului și de drept la Berlin, München și Straßburg își trece teza de doctorat la Universitatea din Straßburg.
- 1921 — Numire la Universitatea din Greifswald.
- 1922 — Profesor la Universitatea din Bonn.
- 1926 — Profesor de drept la Școala Superioară de Comerț din Berlin.
- 1932 — Profesor la Universitatea din Köln.
- 1 mai 1933 — Înscriere în Partidul Național Socialist German al Muncitorilor (NSDAP).   Numit consilier de stat al Prusiei.
- noiembrie 1933 — Președinte al Uniunii juriștilor național-socialiști.
- 1933–1945 — Profesor de drept la Universitatea din Berlin
- 1934 — Numire ca redactor șef al revistei "Deutsche-Juristen-Zeitung".
- decembrie 1936 —  Revista „Das schwarze Korps", organ al SS susține că antisemitismul lui Schmitt este formal și citează declarații ale sale în care critică teoria rasială național-socialistă.
- 1937 — Expulzarea lui Schmitt din toate funcțiile de conducere.
- 1945 — Schmitt își pierde catedra universitară și este anchetat de tribunalul de la Nürnberg.
- după 1950 — Izolat din punct de vedere politic, Schmitt se ocupă de studii de drept internațional și își scrie memoriile.
- 7 aprilie 1985 — Carl Schmitt moare la Plettenberg, Germania